# Agriculture au Maroc
L'agriculture est un secteur économique très important du Maroc.
Il génère environ 14% du produit intérieur brut (PIB), avec des variations importantes (11% à 18%) selon les années en fonction des conditions climatiques. Ses performances conditionnent en partie celles de l’économie tout entière, le taux de croissance du pays est fortement corrélé à celui de la production agricole.
Elle est le premier pourvoyeur d’emplois du Maroc, loin devant les autres secteurs économiques. Près de 40% de la population marocaine vit de ce secteur,.
Les céréales, cultivées sur 59% des terres, sont la principale culture cultivée au Maroc .
L'Agriculture a été fortement influencée par le Plan Maroc Vert, présenté en 2008 par Aziz Akhannouch. Celui-ci, qui a été Ministre de l'Agriculture pendant près d'une dizaine d'années, a piloté sa mise en œuvre.
Les politiques agricoles du Maroc sont parfois critiquées car elles encouragent l'exportation plutôt que l’autosuffisance, ce qui génère une  forte pression sur les ressources en eau. L'agriculture marocaine est aussi frappée de plein fouet par le réchauffement climatique et la situation devrait s'aggraver dans les années qui viennent.
Les ressources en eau sont évaluées à moins de 650 m3/habitant/an, contre 2 500 m3 par habitant dans les années 1960. Elles devraient baisser sous 500 m3 à l’horizon de 2030 . Les experts du conseil Conseil Economique, Social et Environnemental appellent  à « entreprendre des mesures urgentes ».

## Caractéristiques générales
La surface agricole utile (SAU) est estimée à 8 700 000 hectares, ce qui ne représente que 12,25 % de la superficie totale du pays. Il convient toutefois de nuancer ce chiffre en soulignant l’importance des terrains de parcours (plus de vingt millions d’hectares), peu productifs, mais qui jouent un rôle non négligeable en zone pastorale pour l’alimentation des cheptels.

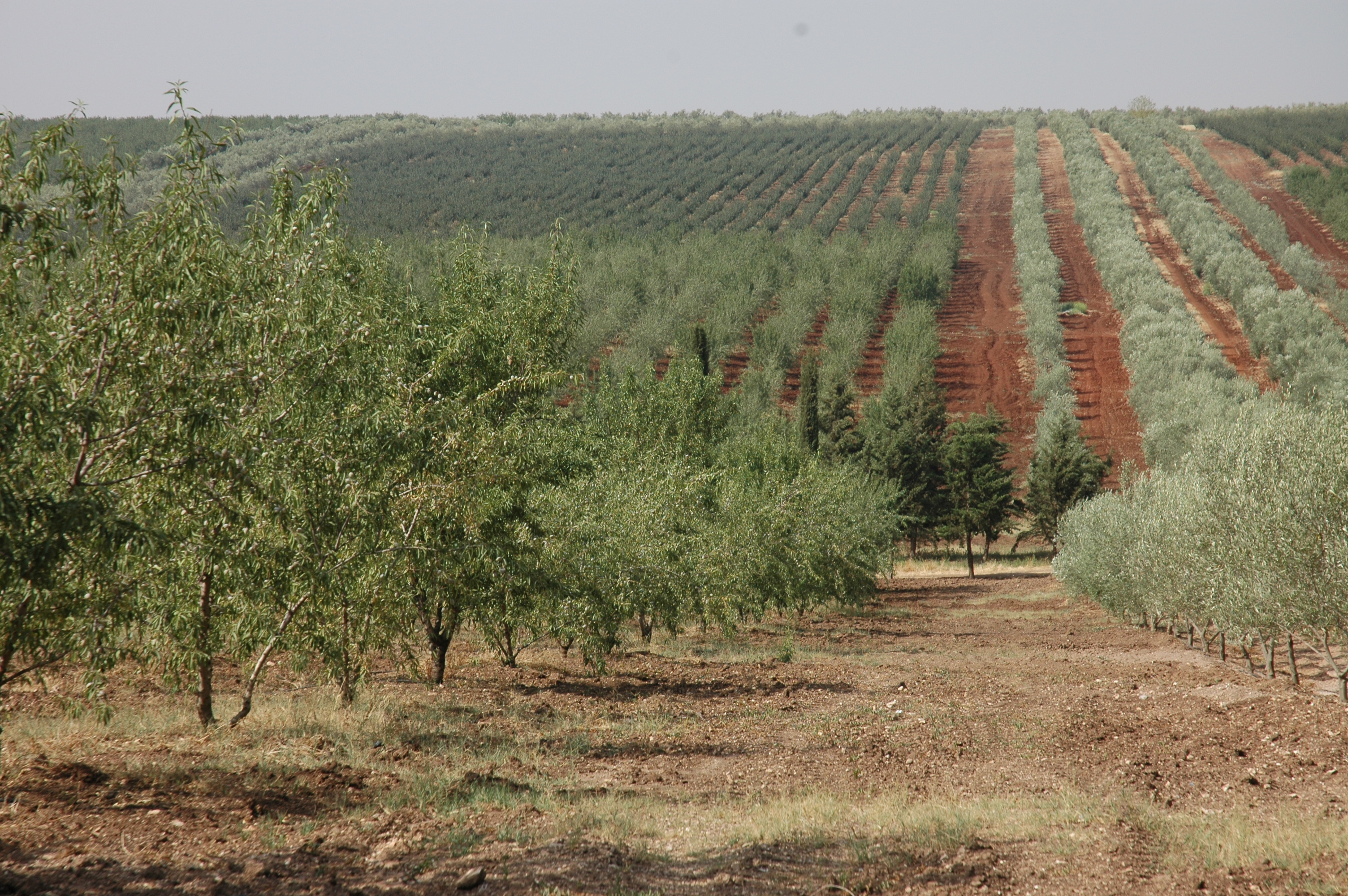
Grand domaine agricole (région de Meknès).

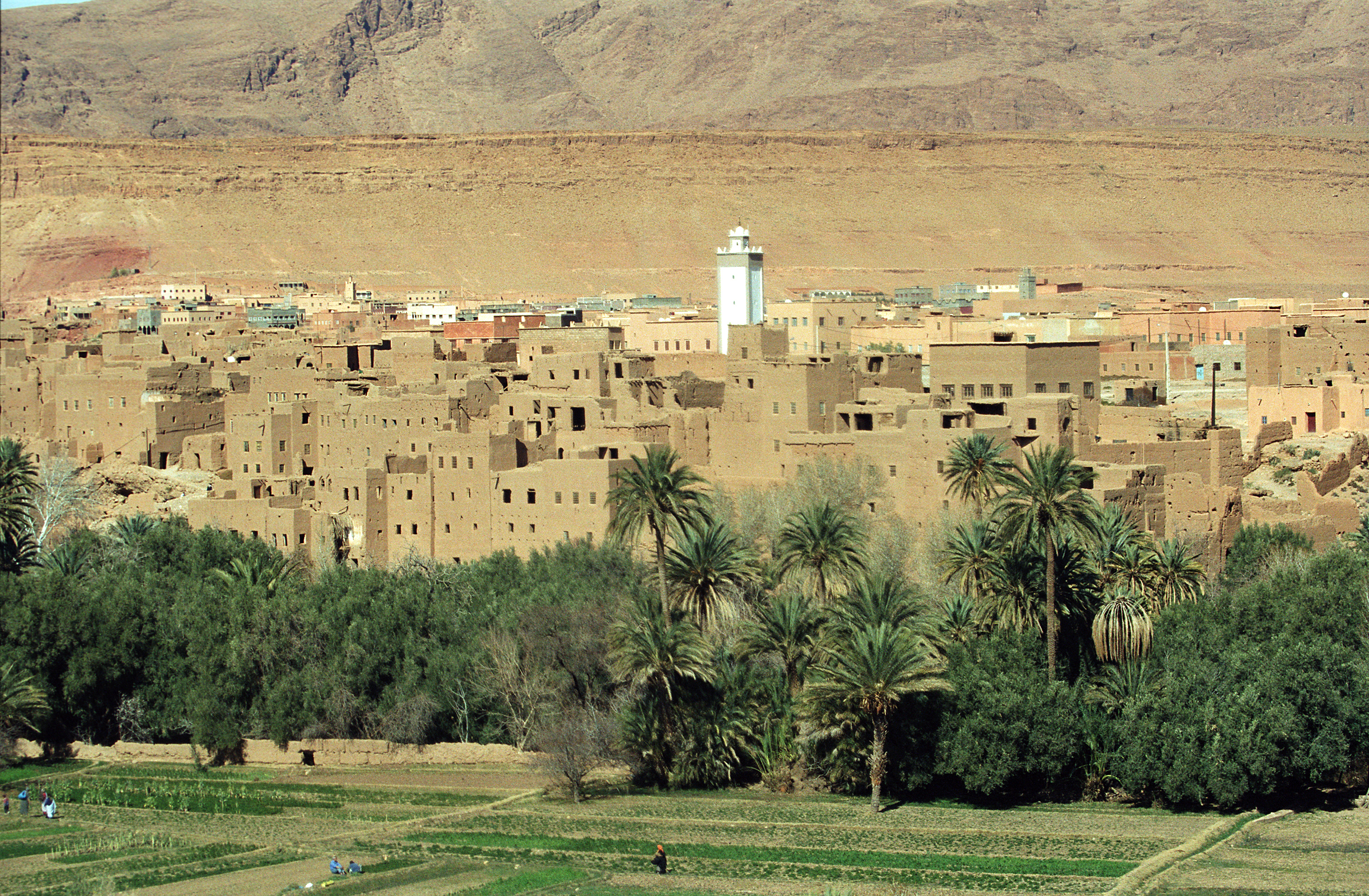
Petite agriculture à Boulmane du Dades, Haut Atlas.

L’agriculture marocaine se caractérise aussi par la dualité de ses structures d’exploitations. Il existe, d’une part de petites exploitations (moins de 5 ha), majoritaires en nombre (70 %), mais couvrant seulement un tiers de la SAU, d’autre part de grandes à très grandes exploitations, en nombre limité, mais occupant une part importante de l’espace agricole. Une catégorie intermédiaire d’exploitations moyennes (de 5 à 20 ha) existe cependant.
Les petites exploitations, en général peu productives, sont handicapées pour leur développement. Elles sont tournées vers l’auto-consommation et le marché local. Leur  poids économique global est faible, mais leur poids social est considérable. Les grandes exploitations ont des potentialités beaucoup plus importantes ; elles peuvent mettre en œuvre des technologies avancées et répondre aux exigences des marchés extérieurs. Cette dualité explique que les politiques agricoles conduites par le gouvernement marocain et les projets correspondants mis en œuvre dans le cadre du Plan Maroc Vert soient spécifiques à chacune de ces catégories (cf. paragraphe Politique agricole) 

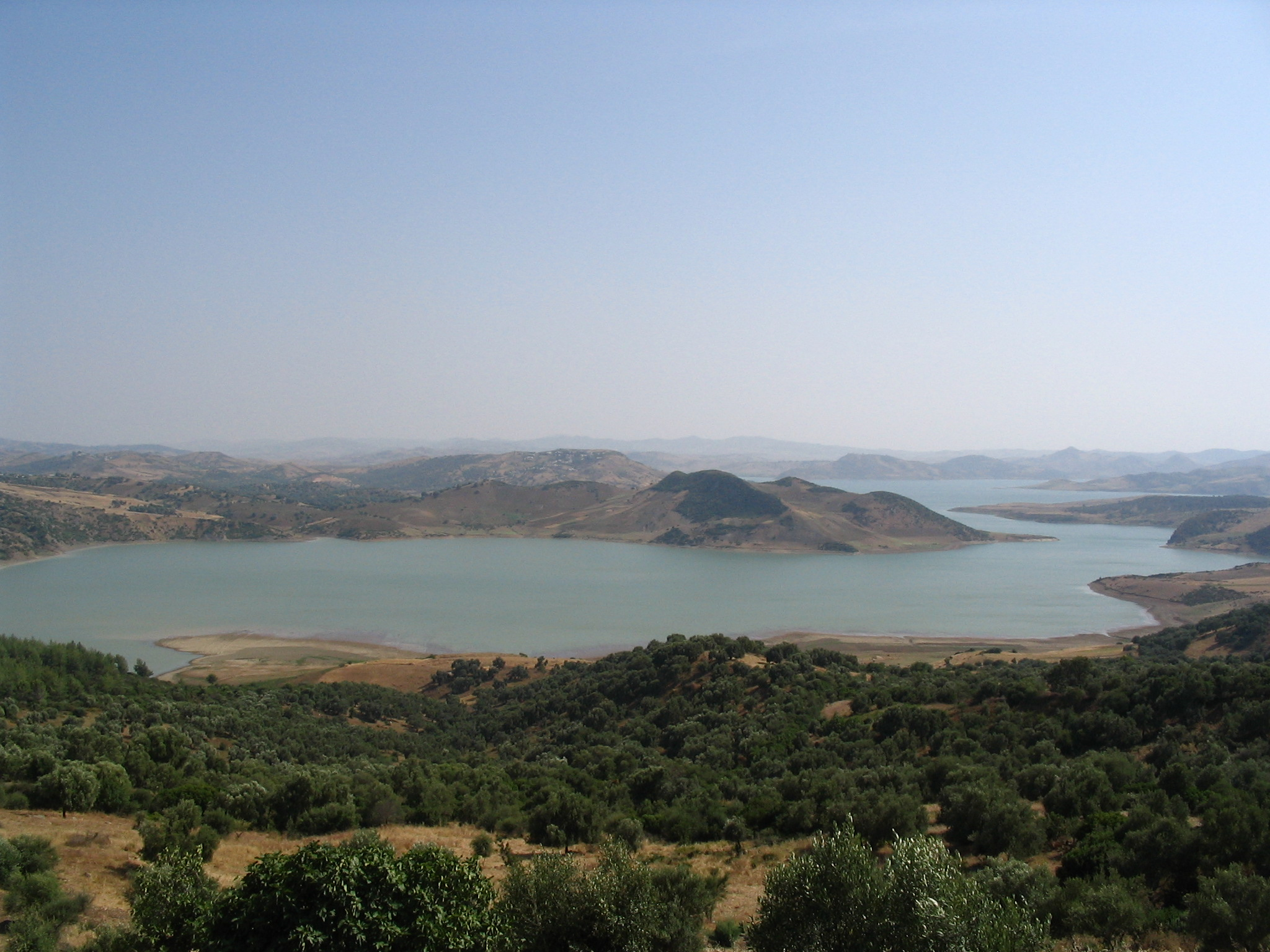
Grand barrage (nord du Maroc).

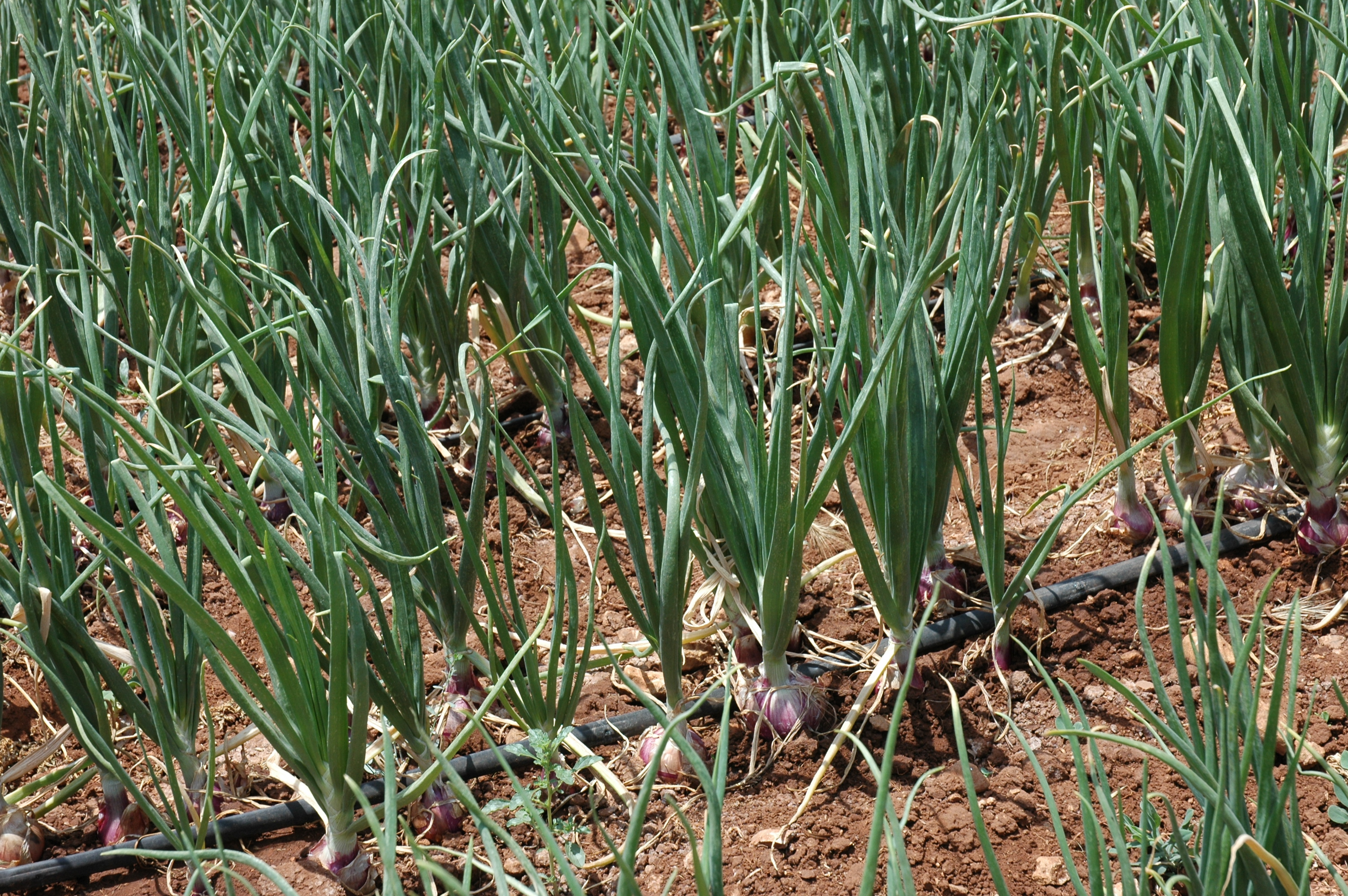
Irrigation localisée : goutte à goutte.

La question de l’eau est cruciale pour le développement de l’agriculture du pays. Il existe aussi dans ce domaine une dualité entre les zones irriguées et les zones d’agriculture pluviale. Le Maroc s’est très tôt orienté vers la création de grands barrages alimentant des périmètres irrigués qui représentent 1,1 million d’ha et qui contribuent de manière prépondérante à la production agricole. Aujourd’hui, on privilégie les ouvrages de petite hydraulique et on développe l’irrigation localisée, plus économe et donc plus adaptée à une période de changement climatique où la ressource en eau a tendance à se raréfier. Au cours des dernières années, près de 400 000 ha irrigués en gravitaire ont été reconvertis en irrigation localisée.
Les zones d’agriculture pluviale (dites zones bour) demeurent cependant majoritaires en surface (83 % de la SAU), mais beaucoup moins productives car sévèrement affectées  lors des années sèches.
Les principales productions végétales du pays sont constituées par les céréales (blé, orge), les agrumes (oranges, clémentines), les  olives, les rosacées fruitières (amandes, pommes, abricots...), les betteraves à sucre, les légumineuses alimentaires, les cultures maraîchères dont les pommes de terre et les tomates, fer de lance des exportations agricoles marocaines. L'élevage (ovin, caprin, bovin, camelin, avicole) constitue aussi une composante importante du secteur agricole en contribuant à hauteur de 30 % à sa valeur ajoutée.

## Politique agricole

### Libéralisation du secteur et accords de libre-échange
La libéralisation du secteur agricole a commencé en 1985 sur la base des préconisations de la Banque mondiale et du Fonds monétaire international (FMI). Cette orientation s'est mise en place progressivement par la suite.
Avec l'Union européenne(UE) un accord d'association signé en 1996 est entré en vigueur en 2000. Cet accord prévoit notamment la libéralisation progressive des échanges de produits agricoles et de la pêche. Les produits agricoles marocains sont ainsi soumis à l'entrée dans l'UE à des faibles droits de douane, mais seulement dans la limite de contingents stricts.
En 2008, le Maroc a bénéficié du « statut avancé » (intermédiaire entre association et adhésion) dans ses relations avec l’UE. Parallèlement, un accord sur le commerce bilatéral a été négocié, avec une entrée en vigueur le 1er octobre 2012. Pour les produits agricoles, il prévoit une libéralisation immédiate de 45 % en valeur des exportations de l’UE vers le Maroc et de 70 % en dix ans. Pour les fruits et légumes, les produits laitiers, les oléagineux et les conserves alimentaires, la libéralisation est totale. En contrepartie, l’accès au marché européen est libéralisé immédiatement pour les produits agricoles marocains, mais sous conditions pour les plus sensibles d’entre eux. Ces derniers, comme la tomate, demeurent soumis à des quotas d’exportation et/ou à des prix d’entrée. Le système des prix d’entrée (prix en dessous duquel le produit marocain n’est pas autorisé à l’entrée) fait l’objet bien souvent d’âpres négociations entre les deux parties.

### Plan Maroc Vert
Le gouvernement marocain, sous l'impulsion de l'ancien ministre de l'agriculture marocain Aziz Akhannouch, a lancé, en avril 2008, un ambitieux programme dénommé « Plan Maroc Vert » (PMV) qui replace l'agriculture au rang des premières priorités du pays. Ce plan définit la politique agricole du royaume pour les dix ans à venir. L'objectif premier est de faire de l’agriculture un secteur performant apte à être un moteur de l’économie tout entière. Le deuxième objectif est de lutter contre la pauvreté et de maintenir une population importante en milieu rural.
Dans ce but, le PMV repose sur deux piliers :

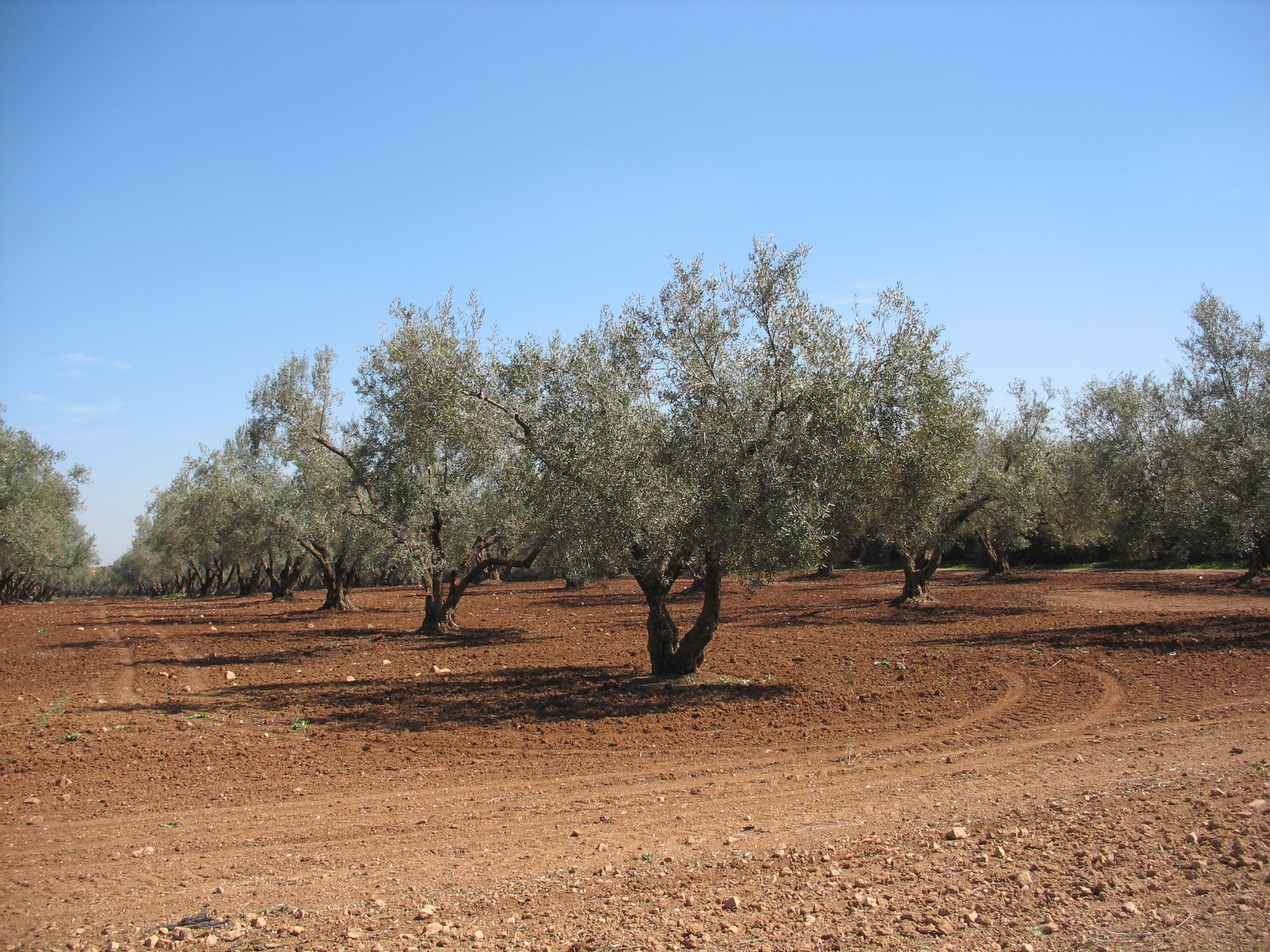
Développement du secteur oléicole.

Le pilier I vise à développer une agriculture productive à haute valeur ajoutée en grande partie tournée vers l’exportation. Toutes les filières agricoles sont concernées, mais plus particulièrement celles ayant des potentialités de développement élevées comme les agrumes, les cultures maraîchères et l'oléiculture. Les projets mis en œuvre visent à augmenter les surfaces cultivées, à améliorer la productivité et la qualité des produits et à obtenir des gains de parts de marché à l'exportation. Ces projets font appel à l'investissement privé complété par des aides publiques.

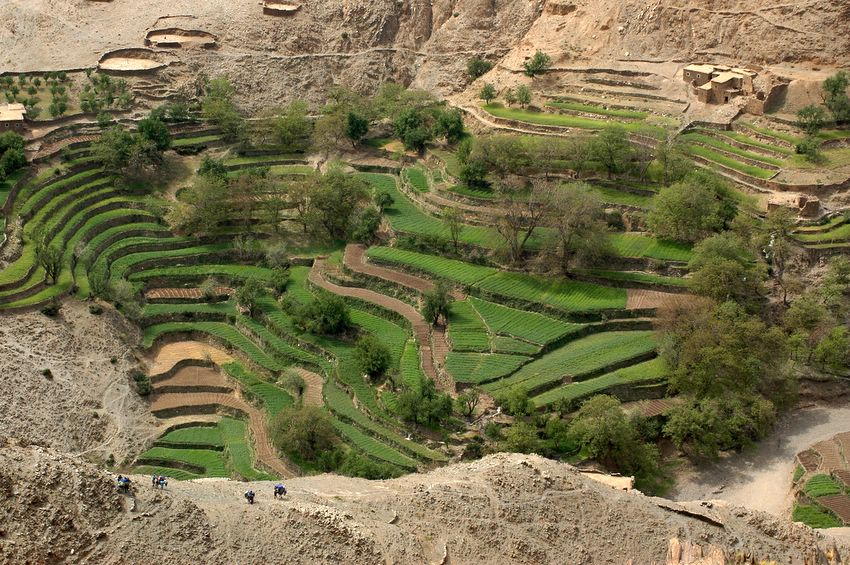
Petite agriculture avec cultures en terrasse, Haut Atlas.

Le pilier II vise à l'accompagnement solidaire de la petite agriculture. Il s'agit d'améliorer les revenus des exploitants agricoles les plus fragiles, en particulier dans les zones défavorisées. Il est prévu d'affecter des fonds publics à des projets socio-économiques pouvant concerner plus de 800 000 exploitants. À titre d'exemple, certains projets concernent la constitution de petites coopératives « agrégeant » de petits exploitants qui peuvent bénéficier ainsi d'un encadrement technique, de débouchés pour leurs produits et éventuellement de financements.
Les nombreux projets lancés dans le cadre du PMV sont gérés par l’Agence pour le développement agricole (ADA) créée en 2009 pour mettre en œuvre la stratégie adoptée par le gouvernement en matière de développement agricole. Ces projets bénéficient par ailleurs de l’appui technique de diverses institutions ayant une mission de développement ou de vulgarisation agricole, notamment les services déconcentrés du ministère de l’agriculture (Directions régionales et provinciales de l’agriculture), les Offices régionaux de mise en valeur agricole (ORMVA) opérant dans les périmètres irrigués et l’Office national du conseil agricole (ONCA) nouvellement créé. Les organisations professionnelles agricoles, en particulier les associations de producteurs des différentes filières, sont partie prenante ; elles sont associées à la conception des projets et à leur mise en œuvre. Les organismes de recherche et les établissements d’enseignement agricole jouent également un rôle important à ce niveau de par leur contribution aux innovations technologiques et à la mise à niveau des compétences des ressources humaines, en premier lieu des agriculteurs.
Selon le ministère de l'Agriculture et de la Pêche Maritime, le PMV a déjà produit des résultats encourageants pour plusieurs filières de production (cf. paragraphe Productions). Mais il fait aussi l'objet de critiques de la part de certains analystes. Ces critiques portent principalement sur le déséquilibre entre le pilier I (privilégié) et le pilier II, la dimension excessivement productiviste de beaucoup de projets qui négligent les questions environnementales, et la non prise en compte de la situation de certaines catégories de ruraux pauvres, notamment les ouvriers et ouvrières agricoles dont les conditions de travail demeurent très difficiles (bas salaires, absence fréquente de protection sociale). La situation des ouvrières saisonnières qui viennent des régions défavorisées pour travailler dans les grandes exploitations est un problème particulièrement sensible. Sur certaines exploitations, leurs droits  ne sont pas respectés, ce qui a été dénoncé à plusieurs reprises par divers observateurs.

#### Consommation d'eau
Le Plan Maroc Vert (PMV) et sa mise en œuvre sont très critiqués pour leur impact sur les ressources hydriques . Depuis son lancement, le Maroc connait une hausse des cultures d'exportation fortement consommatrices en eau .

### Génération Green
En 2020, à la suite des réalisations du PMV, le ministre de l’Agriculture, Aziz Akhannouch, est à nouveau chargé de mener à bien la stratégie agricole du pays. Le nouveau plan, nommé « Génération Green » sert de feuille de route à l’agriculture du pays jusqu’en 2030. L’objectif premier de ce nouveau plan est de doubler la part du secteur agricole dans le PIB du pays (12,3 % en 2019). Le deuxième objectif est d’augmenter de 34,7 milliards de dirhams en 2018 à 60 en 2030 la valeur des exportations agricoles. 350 000 emplois agricoles doivent être créés par la mobilisation d’un million d’hectares de terres collectives. Des aides doivent permettre l’arrivée de 180 000 jeunes agriculteurs et 150 000 jeunes doivent profiter d’ici à 2030 d'une formation professionnelle agricole,.

## Productions
Le Maroc a produit en 2023 :
- 7,3 millions de tonnes de blé (20e producteur mondial) ;
- 3,7 millions de tonnes de betterave sucrière, qui sont utilisées pour produire sucre et éthanol;
- 2,8 millions de tonnes d'orge (15e producteur mondial) ;
- 1,8 million de tonnes de pomme de terre ;
- 1,5 million de tonnes d'olive (3e producteur mondial, derrière l'Espagne et l'Italie) ;
- 1,4 million de tonnes de tomate (15e producteur mondial) ;
- 1,2 million de tonnes de mandarine (4e producteur mondial, derrière la Chine, l'Espagne et la Turquie) ;
- un million de tonnes d'orange (15e producteur mondial) ;
- 954 000 tonnes d'oignon ;
- 742 000 tonnes de pastèque ;
- 696 000 tonnes de pomme ;
- 616 000 tonnes de canne à sucre ;
- 500 000 tonnes de melon ;
- 480 000 tonnes de carotte ;
- 451 000 tonnes de raisin ;
- 319 000 tonnes de banane ;
- 256 000 tonnes de piment ;
- 128 000 tonnes de figue (3e producteur mondial, seulement derrière la Turquie et l'Égypte).
- 156 016 tonnes d' Haricots verts (2e producteur mondial, derrière les États-Unis).

En plus des rendements plus faibles d'autres produits agricoles.

### Céréales

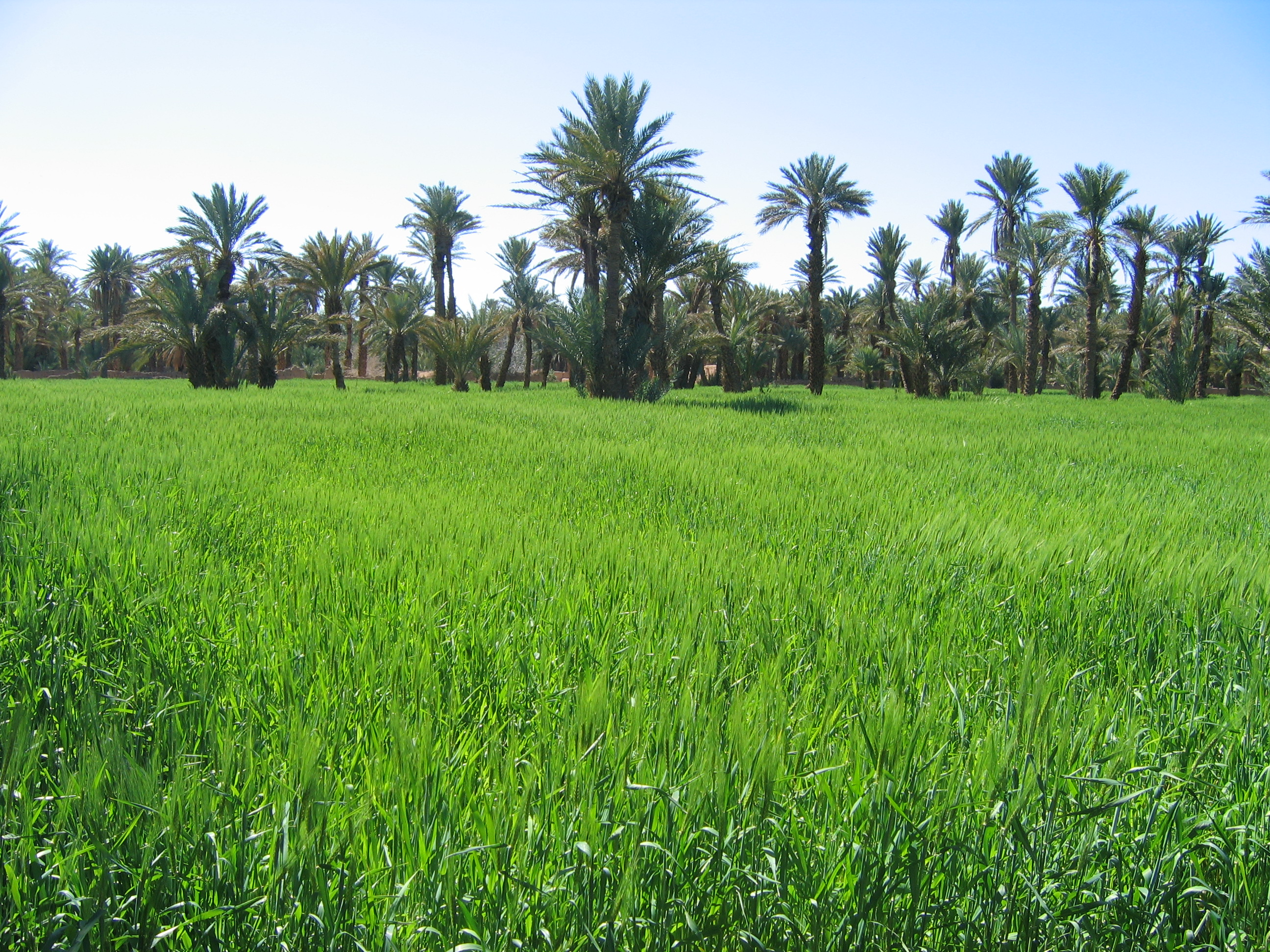
Orge (Sud du Maroc).

Les  céréales d’automne (blé tendre, blé dur et orge) occupent cinq millions d’hectares en moyenne, soit plus de 55 % de la SAU du pays. Le blé tendre représente 45 % environ de cette surface, l'orge 35 % et le blé dur 20 %. La production s'est élevée à 68 millions de quintaux pour la campagne 2013/2014 considérée comme une campagne moyenne. Mais cette production est extrêmement variable car fortement corrélée à la pluviométrie moyenne nationale. A titre d'exemple, la campagne 2006/2007, particulièrement médiocre, n'a produit que 24 millions de quintaux alors que la campagne 2012/2013 a fourni une production record de 97 millions de quintaux. Trois régions économiques : Marrakech-Tensift-Al Haouz, Doukkala-Abda, Chaouia-Ouardigha ont une vocation céréalière marquée ; ensemble elles représentent plus de 40 % de la production nationale.
Les céréales de printemps occupent une superficie moins importante : environ 230 000 ha pour le maïs et 6 000 ha pour le riz.
Malgré l’importance des surfaces cultivées, en raison de leur faible productivité, la production nationale de céréales ne couvre pas les besoins du pays, même lors des bonnes années. En 2010 par exemple, le taux de couverture a été de 63,7 %. Il varie selon les années de 30 à 80 %. Les importations de céréales (essentiellement blé tendre et maïs) sont coûteuses en devises pour le pays ; elles représentent en général plus du tiers en valeur de l’ensemble des importations agricoles et alimentaires.
La campagne agricole 2014-2015 a battu tous les records. La production des trois céréales principales a atteint 115 millions de quintaux (35 millions pour l'orge, 24 millions pour le blé dur, 56 millions pour le blé tendre). Les trois régions historiques de production surnommées les greniers du Maroc, Doukkala, Chaouia et El Haouz, ont concentré plus de 45 % de la production.

### Légumineuses alimentaires
La superficie semée en légumineuses alimentaires au titre de la campagne agricole 2011/2012 s’est élevée à 326 000 ha ; plus de la moitié de cette surface étant occupée par les fèves et le reste en quantité à peu près équivalente par les pois chiches, les lentilles et les petits-pois.
La production totale a été de 2,26 millions de quintaux.
Ces cultures ont toujours occupé une place non négligeable dans les assolements afin de répondre aux besoins de la population marocaine qui les utilise en quantité importante dans son alimentation. De plus elles jouent un rôle agronomique important au titre des rotations culturales avec les céréales. Mais les superficies semées ont désormais tendance à baisser au profit de spéculations plus rentables. Aussi, d’exportateur il y a une vingtaine d’années, le Maroc est-il devenu importateur de légumineuses alimentaires.

### Cultures sucrières

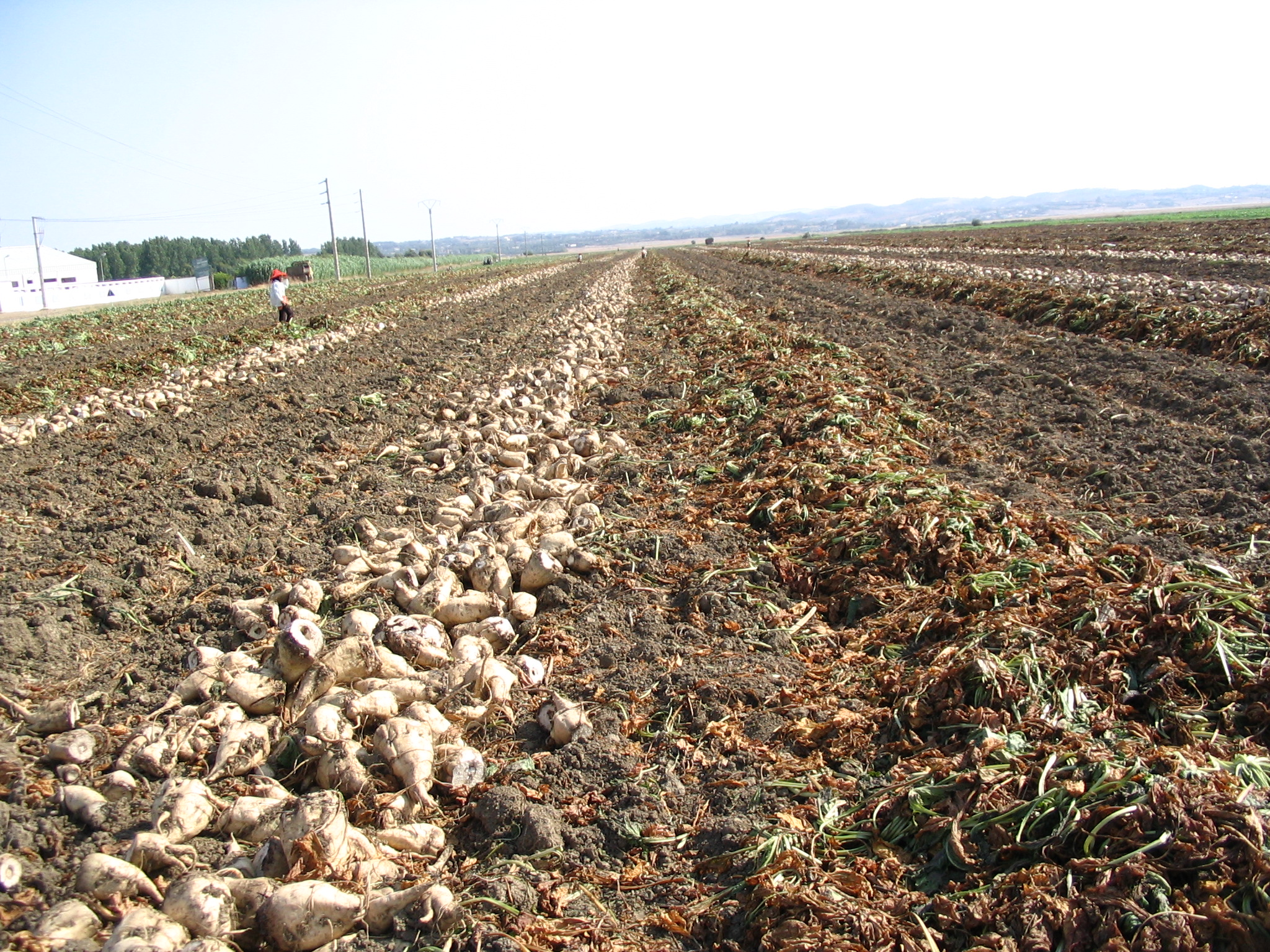
Récolte de betteraves à sucre (périmètre agricole du Gharb).

Compte tenu du niveau élevé de consommation de sucre par la population marocaine estimée à 37 kg/hab/an (la moyenne mondiale est de 20 kg), les cultures sucrières représentées principalement par les betteraves et secondairement par la canne à sucre sont d’un intérêt majeur pour le pays.
Aussi les pouvoirs publics, qui ne font pas grand chose pour encourager les marocains à consommer moins de sucre, ont mis en place des mesures de soutien à ces productions.
Malgré cela, les cultures sucrières ont connu depuis 2005 une certaine désaffection de la part des agriculteurs au profit de spéculations plus rentables (cultures maraîchères et fruitières).
En conséquence le taux de couverture en sucre par la production nationale qui était de 50 % en 2004/2005 est tombé à 30 % en 2011/2012.
On observe toutefois un renversement de tendance grâce à de nouvelles mesures incitatives. Au titre de la campagne 2013/2014, les betteraves à sucre dont les surfaces étaient descendues à moins de 30 000 ha en 2011/2012 occupent à nouveau 53 000 ha et la canne à sucre 15 000 ha environ. Le programme de développement des cultures sucrières vise un taux de couverture en sucre par la production nationale de 62 % en 2020.
Les principales régions de production sont les périmètres agricoles suivants : Doukkala, Gharb, Tadla, Loukkos et Moulouya.

### Fruits et légumes
Grâce à la construction de nombreux barrages et à la mise en valeur d'importantes zones irriguées, le secteur des fruits et légumes est celui qui offre à long terme les plus grandes possibilités de développement.

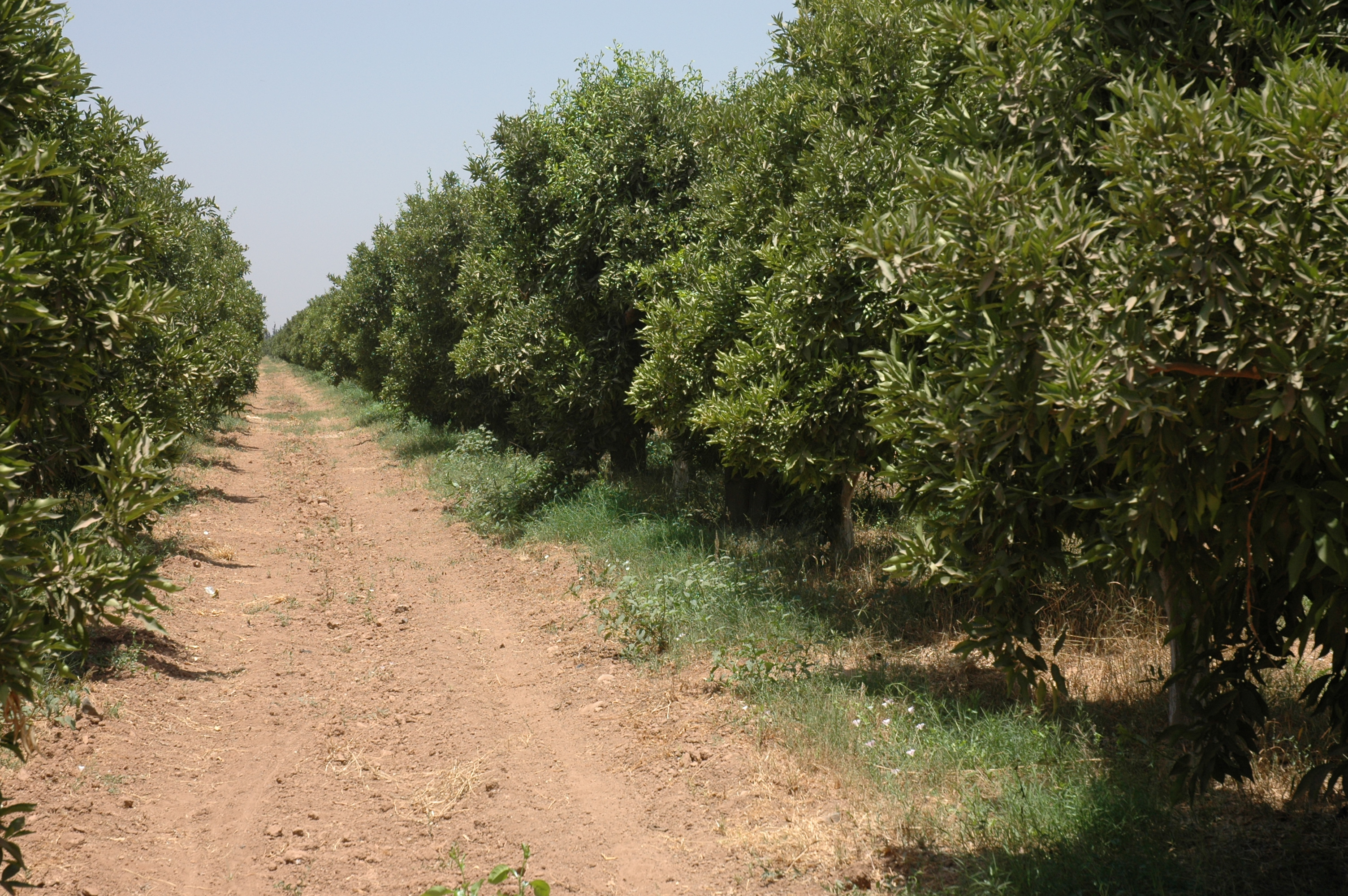
Agrumes (région du Souss).

Les superficies plantées en agrumes ont fortement augmenté au cours des dernières années, en particulier à partir de 2008 à la suite des mesures incitatives des pouvoirs publics et du développement de l’irrigation localisée dans le cadre du PMV. La superficie totale est pour la campagne 2013/2014 de 118 000 ha dont 92 000 ha productive.
La production moyenne sur le quinquennat 2008-2013 est de 1,6 million de tonnes dont le tiers environ a été exporté. En 2013/2014 on a enregistré une production record de 2,2 millions de tonnes. Les exportations sont par contre restées stables, de l’ordre de 550 000 tonnes, ce qui représente donc un recul en % de la production.
La principale région de production est de très loin le Souss-Massa  avec 41 % de la production nationale et 70 % du volume exporté. C’est aussi dans cette région que l’irrigation localisée s’est le plus développée en raison de la raréfaction de la ressource en eau ; elle concerne maintenant 82 % de sa superficie agrumicole. Viennent ensuite le Gharb (19 % de la production nationale), la Moulouya (15 %) et le Tadla (15 %).
La structure des exportations évolue fortement. Ce sont les petits fruits (clémentines…) où la demande est forte qui voient leur part à l’exportation augmenter alors que les oranges diminuent et sont de plus en plus écoulées sur le marché national moins exigeant en qualité. Les principaux pays destinataires des agrumes marocaines sont la Russie, les pays de l’UE (Hollande, France, Angleterre principalement) et le Canada. La concurrence est cependant de plus en plus vive sur ces marchés, notamment celle de l’Égypte, la Turquie, l’Espagne et l’Afrique du Sud. La filière agrumicole marocaine qui est dotée de potentialités importantes doit donc s’adapter, améliorer sa productivité et ses circuits de distribution afin de développer ses parts de marché.

#### Rosacées fruitières

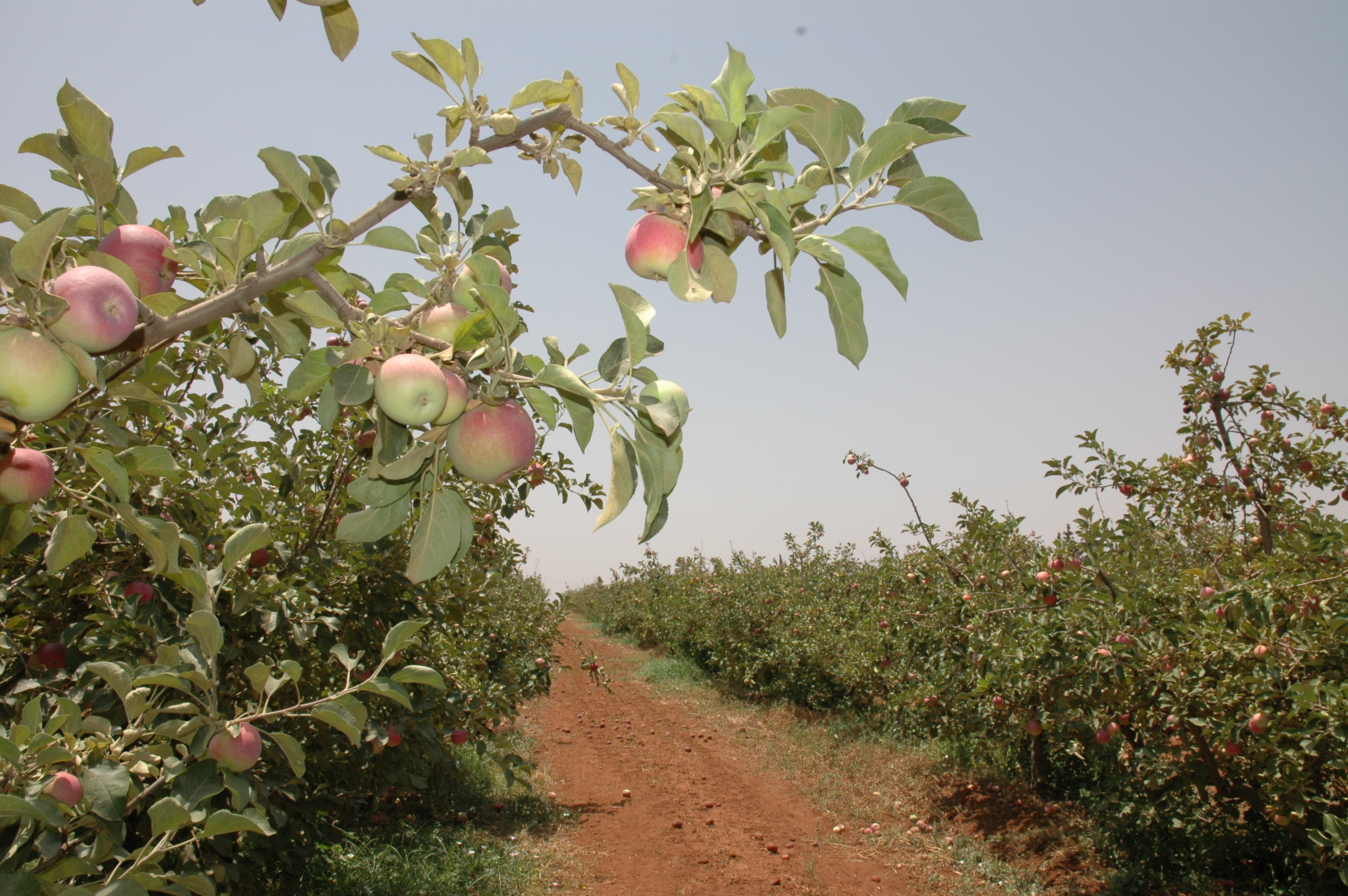
Verger de pommiers (El Hajeb).

Elles comprennent les rosacées à fruits secs (amandier principalement), à pépins (pommiers, poiriers), à noyaux (abricotier, prunier, …) qui couvrent en 2010 respectivement 156 000 ha, 40 000 ha et 33 000 ha environ. La production totale est de l’ordre de 800 000 tonnes dont plus de la moitié de pommes. Cette production fruitière est pour l’essentiel écoulée sur le marché national.
Les vergers d’amandiers qui représentent la plus grande superficie des rosacées fruitières se trouvent pour plus de 50 % dans les régions de Taza-Al Hoceima-Taounate et du Souss-Massa, mais c’est la zone de Fès Meknès où les vergers sont plus intensifs qui fournit la production la plus élevée.
Les vergers de pommiers, les plus importants en volume de production, sont bien représentés dans la zone de Meknès et dans les zones de moyenne altitude du Moyen et Haut Atlas (El Hajeb, Midelt, Sefrou, Khénifra). La pomme de Midelt en particulier est réputée pour sa qualité.

#### cultures maraîchères

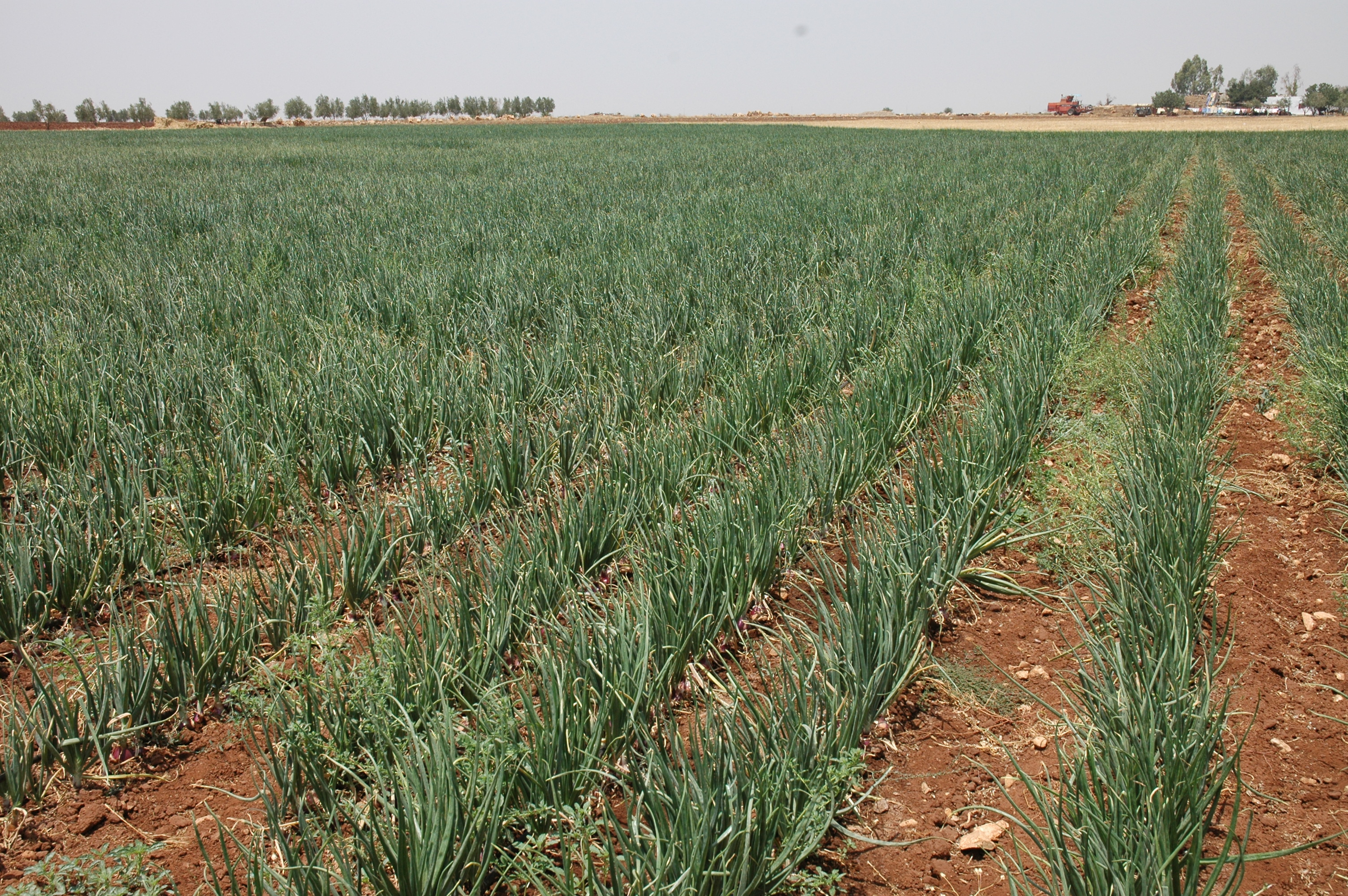
Oignons (région de Meknès).

Le secteur maraicher est un secteur essentiel de l’agriculture marocaine. Il contribue non seulement à l’approvisionnement du marché national, mais aussi au développement des exportations et à l’amélioration de la balance commerciale du pays.
Les superficies globales consacrées au maraichage sont de 260 000 ha environ et la production totale de 6,9 millions de tonnes (moyenne 2005-2009). Trois espèces de grande consommation dominent, à savoir la pomme de terre, la tomate et l’oignon. Il convient de distinguer les cultures de primeurs (1,7 million de tonnes) en grande partie orientées vers l’exportation et les cultures de saison plus tournées vers le marché intérieur.
Les exportations de produits maraichers ont été de 753 000 tonnes environ dont 615 000 pour la seule région du Souss (campagne 2011/2012). La tomate fraîche constitue le produit phare de ce marché avec 417 000 tonnes exportées. Suivent ensuite, mais de loin, le haricot vert, le poivron et la courgette. Les pays de l’UE (85 %) et dans une moindre mesure la Russie (12 %) sont les pays destinataires de la tomate marocaine. Compte tenu de l’enjeu, malgré les accords signés, des contentieux surgissent parfois entre le Maroc et l'UE sur ce marché très concurrentiel. Les médias n'hésitent pas à parler alors de « guerre de la tomate. » Mais ils sont en général réglés après de difficiles négociations.

### Oléiculture

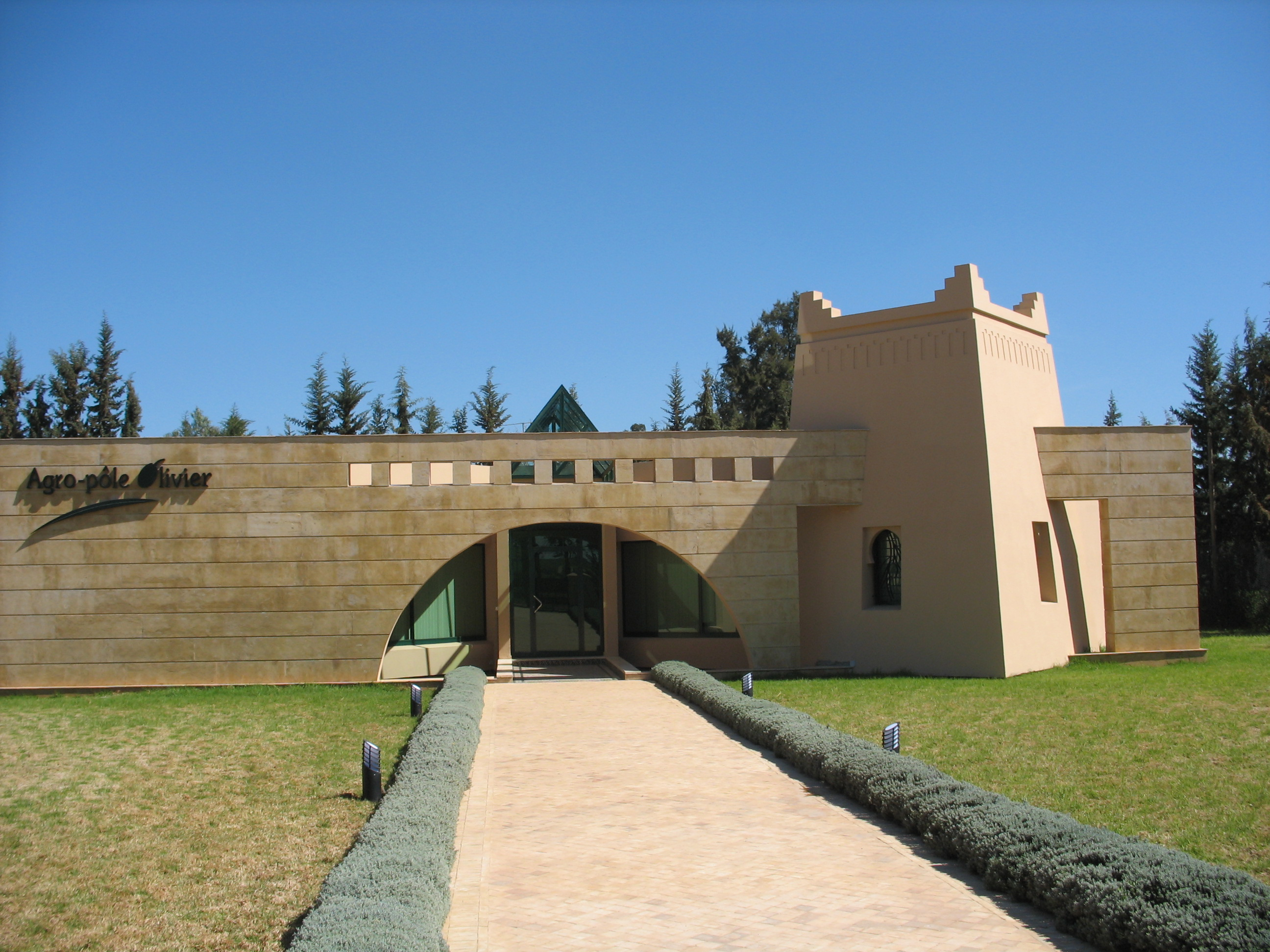
Agro-pôle Olivier (Meknès).

Les surfaces plantées en oliviers ont fortement augmenté au cours des dernières années : de 763 000 ha en 2007, on est passé à 933 000 ha en 2012. La production est de l’ordre de 1,3 million de tonnes d’olives. La plupart des régions du pays, sauf la zone côtière atlantique sont propices à la culture. 75 % des olives produites sont destinées à la fabrication d’huile utilisée à 90 % environ par le marché intérieur ; 25 % sont des olives de table orientées en grande partie vers l’exportation.
En 2012, le Maroc a exporté 15 640 tonnes d’huile d’olive et 65 000 tonnes environ d’olives de table, ce qui le place au troisième rang mondial dans ce domaine.
Le développement de la filière oléicole est une priorité du PMV.

### Oléagineux

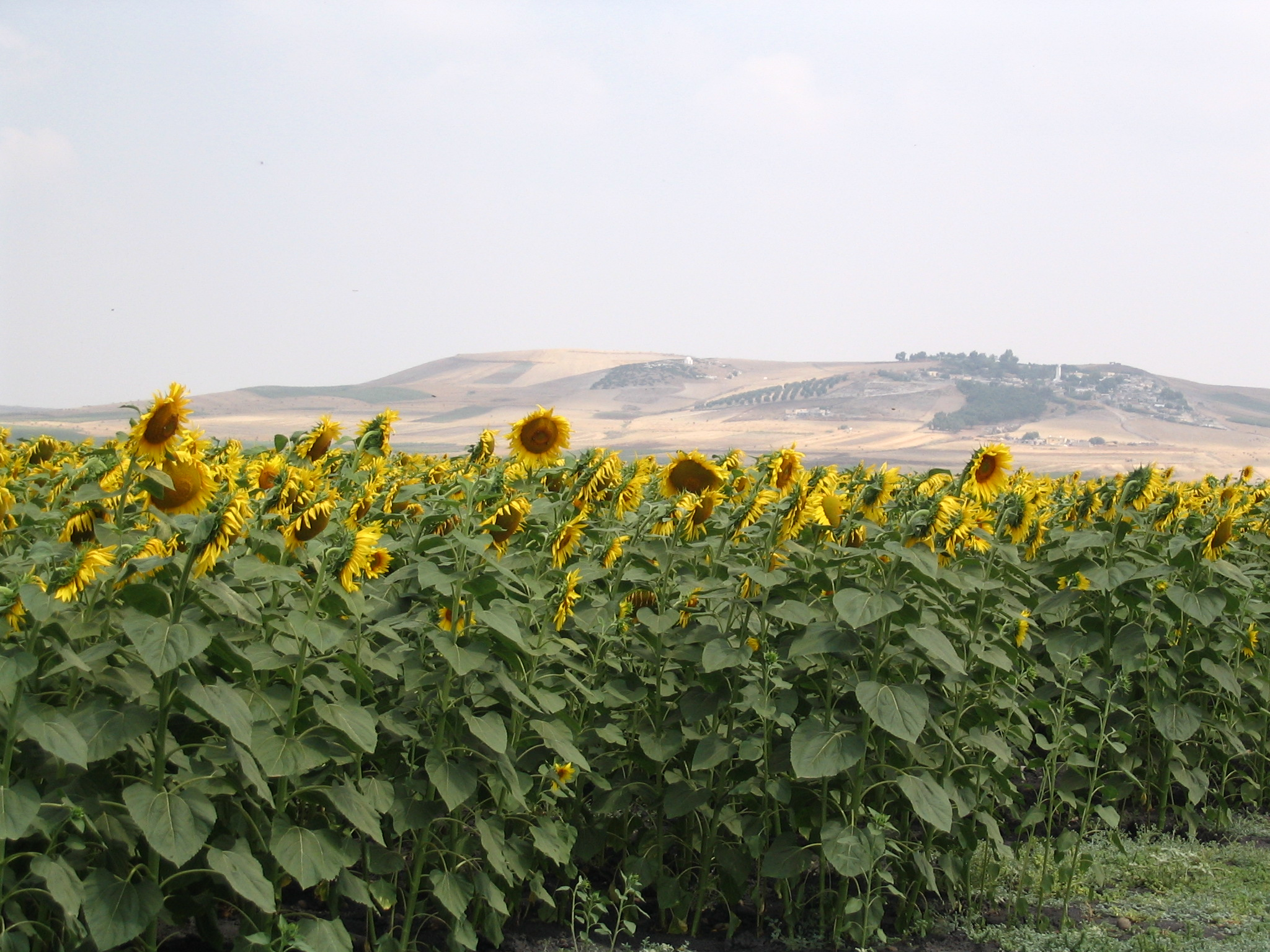
Tournesol (Gharb).

Les cultures oléagineuses autres que les oliviers, représentées pour moitié par le tournesol et pour moitié par les arachides, occupent une superficie de 36 900 ha ayant généré une production de l'ordre de 65 000 tonnes lors de la campagne agricole 2013/2014. Les surfaces mises en culture sont cependant très variables (elles ont varié du simple au triple au cours des dernières années) selon les conditions climatiques qui déterminent les arbitrages des agriculteurs. Les principales zones de production sont le Gharb et le Loukkos.
La production globale d'huile alimentaire issue des oléagineux locaux (olives, tournesol,...) demeure en 2012 très en deçà des besoins du pays, et ceci malgré la progression des surfaces plantées en oliviers. Ceci génère une importation importante d'huile alimentaire ainsi que de graines oléagineuses triturées dans les deux grosses unités industrielles du pays.

### Arganier

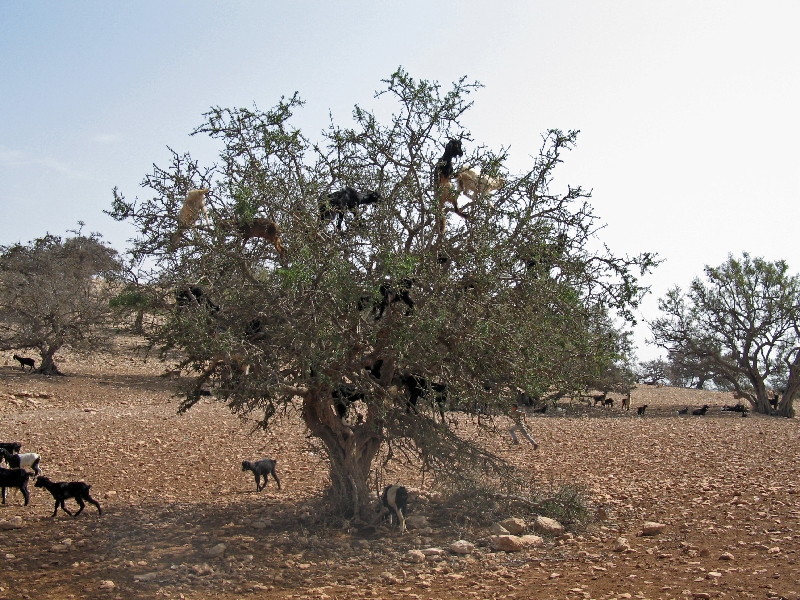
Arganiers et chèvres (région d'Essaouira).

L’arganier, essence spécifiquement marocaine, occupe  un espace d’environ 800 000 ha localisé principalement dans les provinces de Taroudant, Tiznit et Essaouira. Il est utilisé à double fin : production de noix d’argane d’où est extraite l’huile et ressource fourragère pour les troupeaux caprins des régions concernées.
La production d’huile d’argane demeure faible, de l’ordre de 4 000 tonnes en 2010. Cette huile étant très prisée des consommateurs européens et américains pour ses vertus diététiques et cosmétiques, les pouvoirs publics souhaitent voir sa production développée à des fins d’exportation.
Malgré son développement, le poids économique de la filière argane demeure modeste. Mais son rôle social est important. De nombreuses coopératives féminines regroupées pour la plupart au sein l’Association nationale des coopératives d'argan (ANCA) se sont mises en place : plus de cent regroupant 4 000 femmes existent en 2010. La filière assurerait ainsi 25 à 45 % du revenu de milliers de familles dans les zones concernées. En outre, il ne faut pas oublier son rôle environnemental puisqu’elle contribue à lutter efficacement contre l’érosion et la désertification.

### Dattier

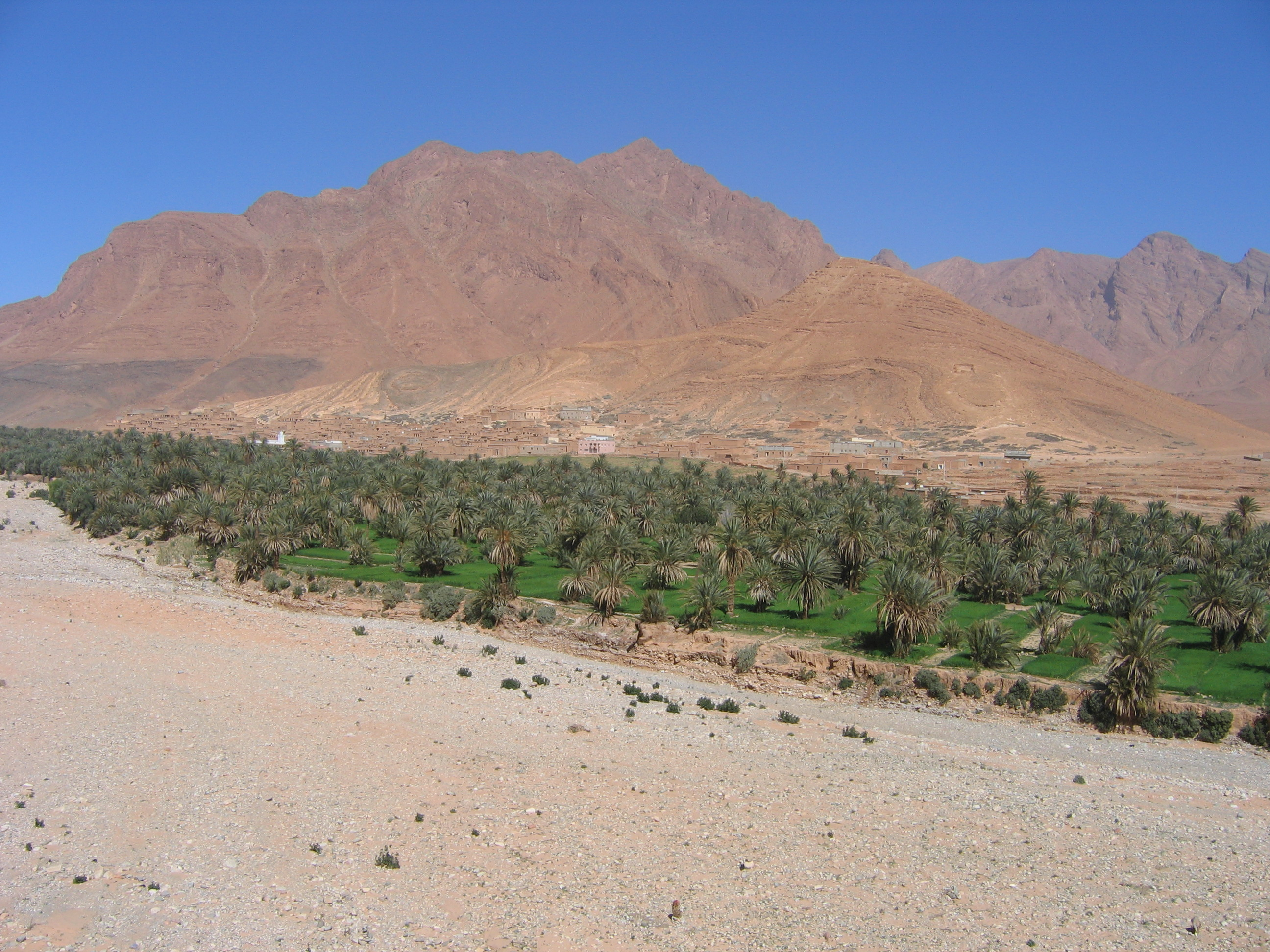
Palmeraie d'Akka (province de Tata).

La culture du dattier occupe une superficie de l’ordre de 50 000 ha comprenant cinq millions de pieds contre 150 000 ha et plus de quinze millions de pieds au siècle dernier. Les palmeraies sont localisées  essentiellement dans la vallée du Drâa (la plus grande palmeraie du monde), la vallée du Ziz  (région du Tafilalet) ainsi que dans la province de Tata. La production de dattes a atteint 117 000 tonnes en 2015, en augmentation de 15 % par rapport à 2010. Mais elle demeure insuffisante et le pays importe actuellement près de 30 % de ses besoins. Ceux-ci sont particulièrement importants durant les périodes de fêtes et le mois de ramadan. La phœniciculture marocaine, concentrée dans les vallées présahariennes, représente un enjeu économique majeur. Une analyse récente souligne que le secteur doit simultanément moderniser ses pratiques et s'adapter aux changements climatiques pour maintenir sa compétitivité .

### Viticulture

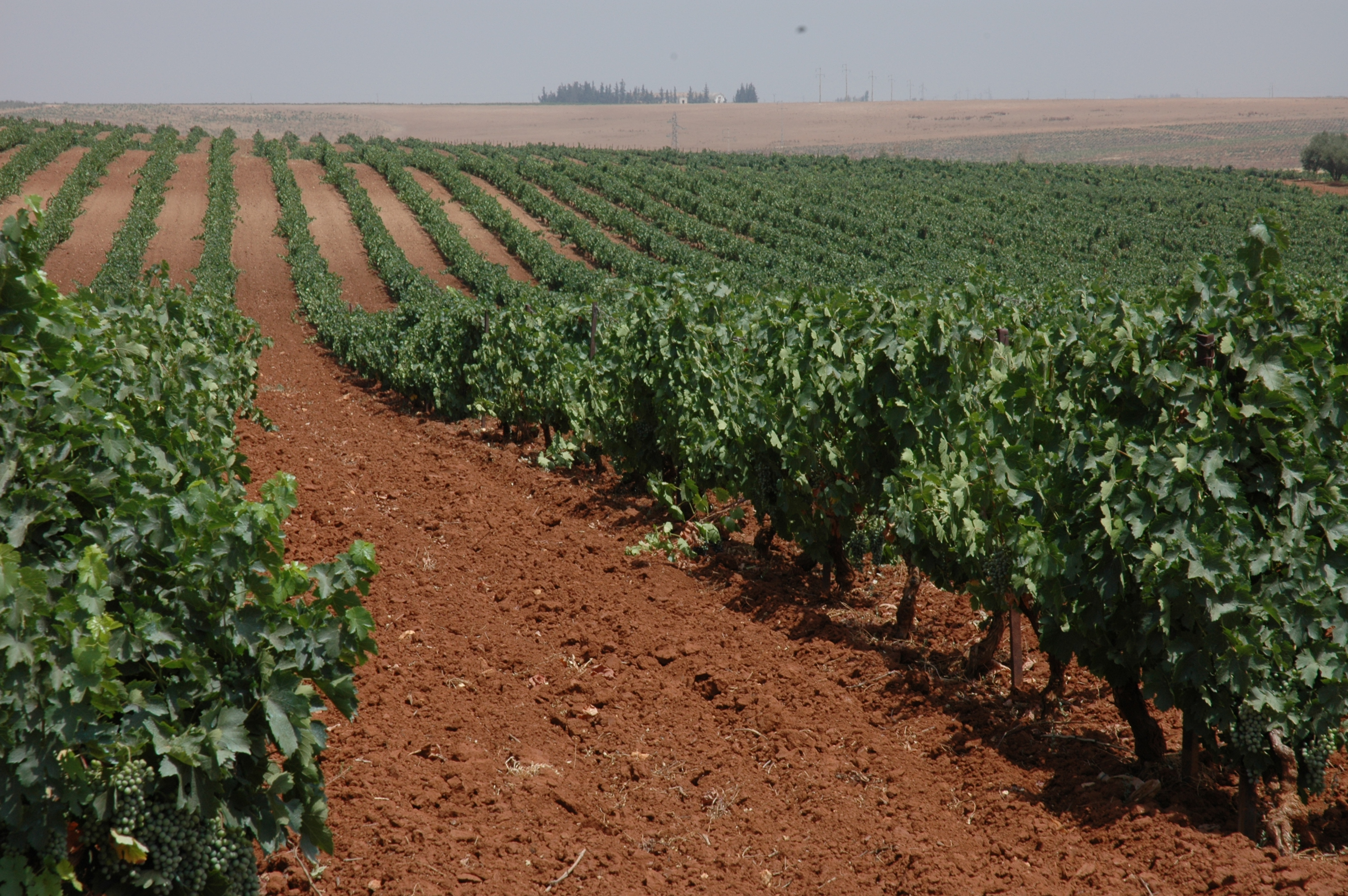
Vignes (région de Meknès).

La vigne occupe une superficie de l’ordre de 44 000 ha (chiffres 2010) dont 80 % en vigne de table et 20 % en vigne de cuve. Les surfaces sont en régression lente, mais régulière depuis plusieurs années.
La production de raisin de table est évaluée à 257 000 tonnes pour la campagne 2009/2010.
La production de vin est de l’ordre de 350 000 hl, réalisée pour plus de la moitié dans la région de Meknès. Sous l’impulsion de grands opérateurs viticoles, la qualité des vins marocains s’est fortement améliorée. Le Maroc compte aujourd'hui deux appellations d'origine contrôlée (AOC), Coteaux de l'Atlas et Crémant de l'Atlas, ainsi que quatorze appellations d'origine garantie (AOG) dont : Beni-M'tir, Berkane, Gris de Boulaouane, Gharb, Guerrouane, Zaer, Zemmour, et une partie du vin de marque Sidi Brahim.

### Productions animales

#### Aviculture

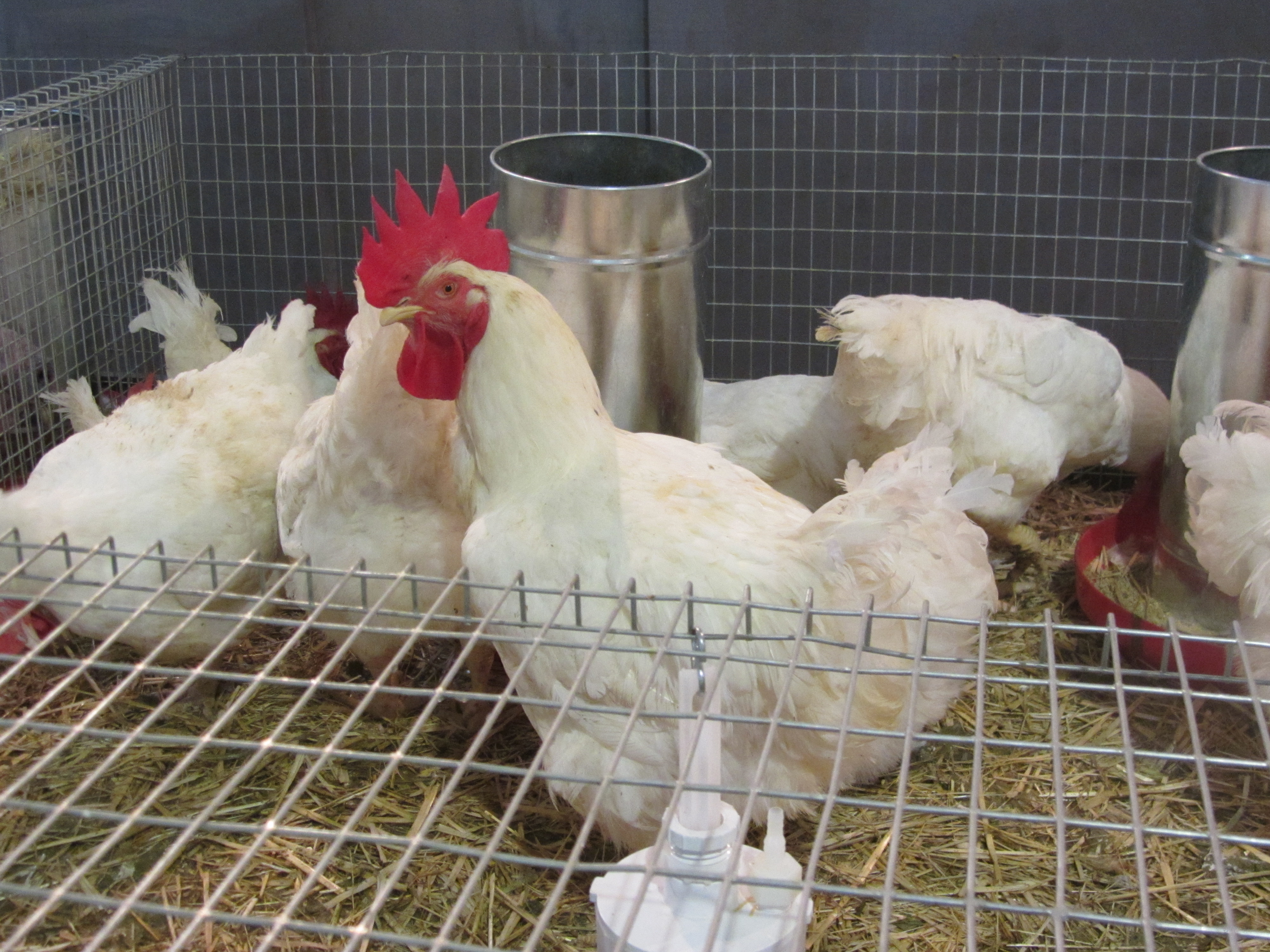
Reproducteur de type chair (Salon International de l'Agriculture au Maroc).

Un secteur avicole intensif s’est développé à partir des années 1960 à l’initiative d’investisseurs privés afin de procurer aux consommateurs des protéines animales bon marché. Ce secteur a connu depuis cette date une croissance soutenue. En 2013, la production de viande blanche est de l’ordre de 500 000 tonnes, pour sa majeure partie issue du poulet de chair, et dans une moindre mesure de la dinde (70 000 tonnes). Face à la croissance de cet élevage industriel intensif, l’élevage fermier a régressé ; il ne représenterait aujourd’hui que 10 % de la production. Les élevages sont localisés essentiellement près des grandes métropoles de la zone atlantique sur un axe Kénitra - El Jadida. La viande de volaille est aujourd’hui la première viande consommée au Maroc avec 17 kg/hab/an, soit plus de 50 % de la consommation totale de viande (viande rouge et blanche).
Si le secteur s’est fortement modernisé au niveau de la production, il demeure encore peu structuré sur l’aval de la filière (abattage, distribution). Pour le poulet de chair, 10 % seulement de la production est traité dans des abattoirs agréés.
La production d’œufs est de l’ordre de cinq milliards. Comme pour les viandes blanches elle couvre 100 % des besoins nationaux. L’autonomie alimentaire pour les produits avicoles n’est cependant qu’apparente. En effet la filière reste fortement dépendante des intrants importés, c'est-à-dire des matières premières (notamment maïs et soja) des aliments composés et des additifs utilisés dans les élevages.

#### Production laitière

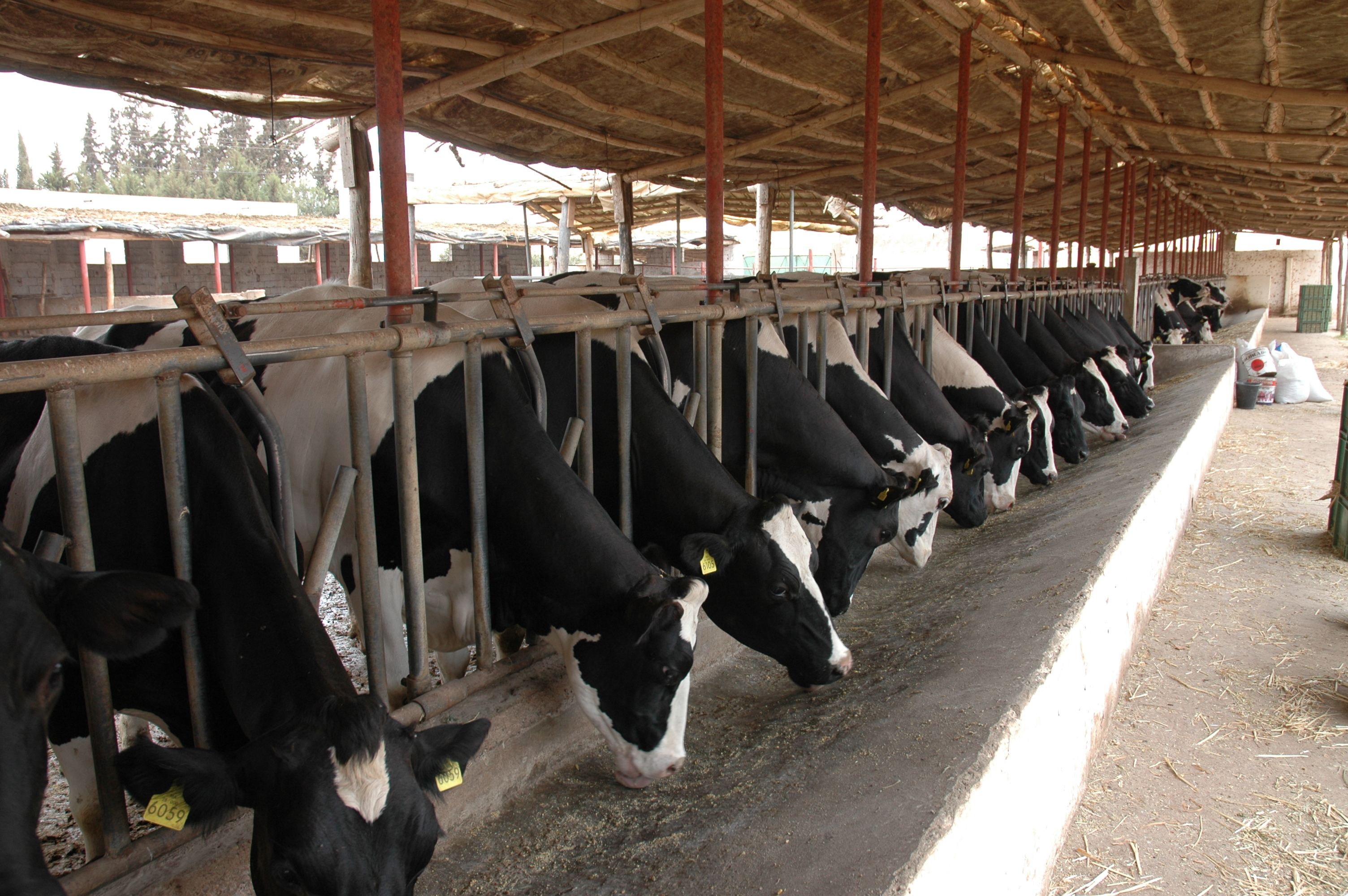
Élevage laitier (région du Souss).

La production laitière a fortement progressé au cours des dix dernières années. Elle a doublé entre 2002 et 2012 où elle a atteint 2,5 milliards de litres. Cette croissance a été rendue possible par l’importation d’un cheptel laitier performant, l’amélioration des techniques de production et la lutte contre les épizooties.
Le cheptel est constitué aujourd’hui par des animaux issus de l’importation (de race Holstein notamment), des animaux de type croisé (local x importé) en augmentation, et des races locales en forte régression. Il existe une majorité de petits élevages laitiers de moins de dix vaches dont la productivité est le plus souvent faible (moins de 2 500 kg de lait/vache/an) et une minorité d’élevages de grande dimension où la productivité est en général plus élevée, certains d’entre eux atteignant une productivité proche (de l’ordre de 6 000 kg de lait/vache/an) de celle des élevages européens.
En aval de la production, ont été mis en place sous l’impulsion des pouvoirs publics des centres de collecte (environ 2 000 existent en 2013) qui pour la plupart fournissent ensuite le lait à des unités de transformation industrielle. La collecte traditionnelle réalisée par des « colporteurs » pour les cafés et les laiteries représente encore 20 à 25 % des volumes collectés.
Cette filière laitière nationale permet de couvrir près de 90 % des besoins du pays. Elle reste cependant dépendante de l’importation pour sa génétique. Son développement est aussi freiné par les aléas climatiques qui limitent fortement certaines années les disponibilités fourragères, ce qui oblige alors à faire appel à l’importation d’aliments concentrés.

#### Production ovine

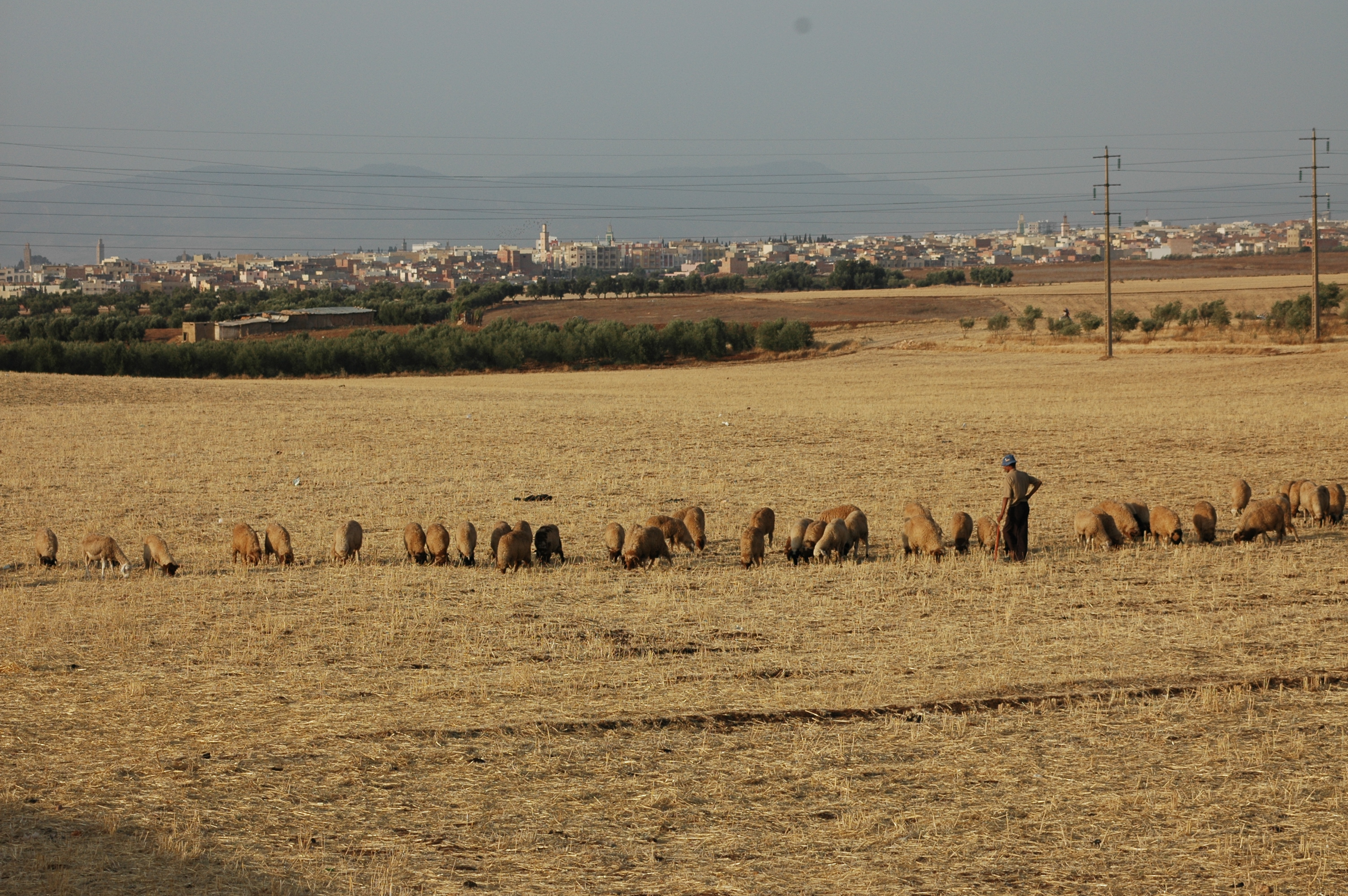
Troupeau ovin sur chaumes (Khémisset).

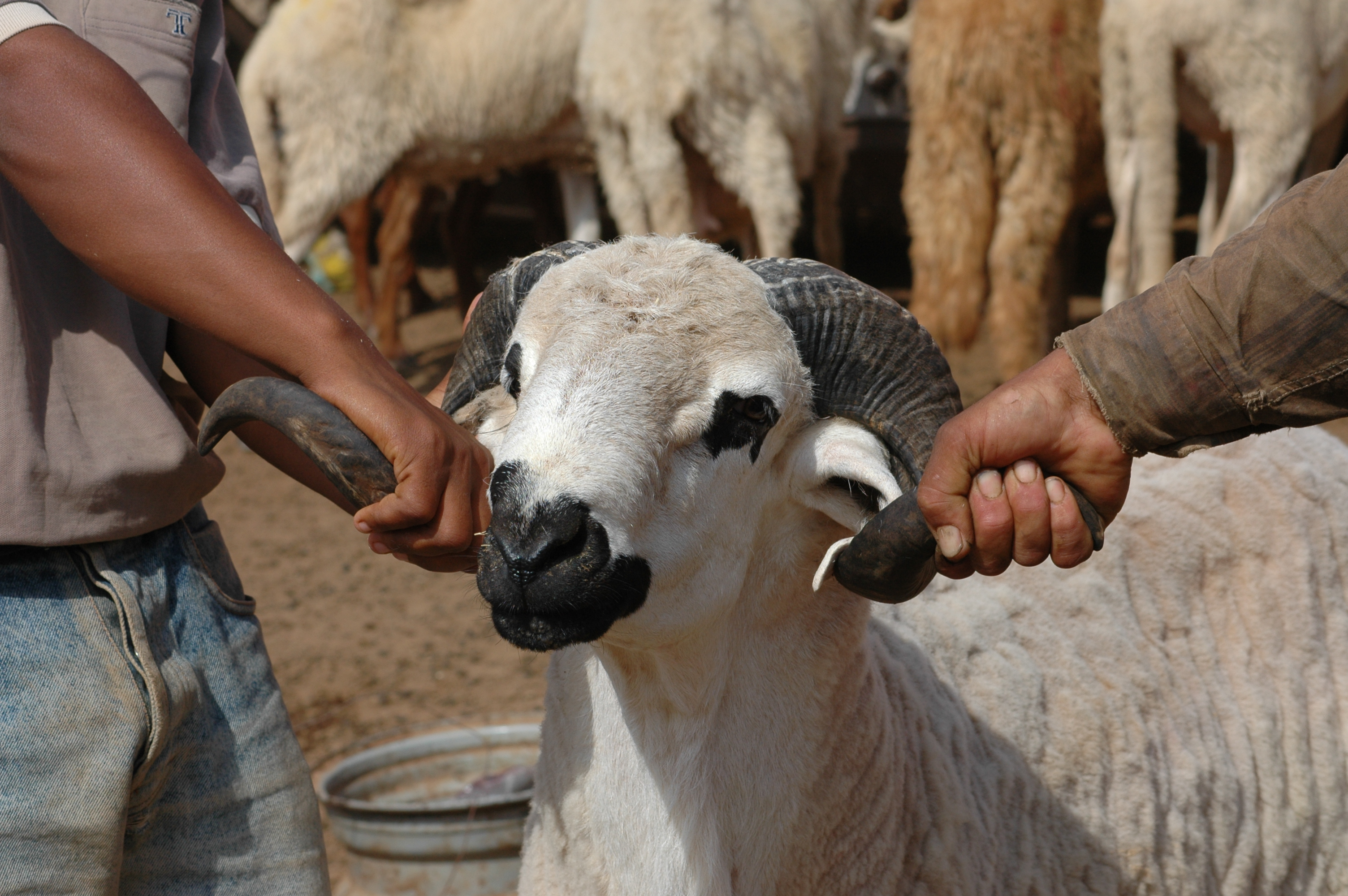
Mâle de race Sardi.

Le Maroc, du fait de ses caractéristiques physiques et climatiques, est un pays propice au développement du pastoralisme et de l’élevage ovin. Avec dix-neuf millions de têtes en 2012, il se situe au 12e rang mondial en termes d’effectif.
Il possède plusieurs races rustiques bien adaptées à la diversité de ses écosystèmes agraires.
Les plus connues sont les suivantes : la race Timahdite, originaire du Moyen Atlas, élevée le plus souvent sur parcours ; la Beni-Guil, très présente sur les plateaux de l’Oriental et capable de valoriser les maigres ressources fourragères de la steppe ; la Sardi, dont le berceau se trouve dans les provinces de Settat et de Kelaâ des Sraghna et dont le mâle doté de cornes bien développées est très recherché pour la fête de l’Aïd El Kébir ; la race D'man, présente dans les zones oasiennes, réputée pour sa prolificité.
Plusieurs types de systèmes d’élevage peuvent être définis : 
- le système pastoral dans les zones de montagne, de piémont et de plateaux. Il s’agit d’un élevage très extensif où les troupeaux utilisent les ressources fourragères des parcours ;
- le système agro-pastoral dans les zones de céréaliculture. Il est moins extensif que le précédent. Les animaux utilisent largement les résidus des céréales (son et paille) ; dans certains cas ils sont nourris aussi avec des fourrages cultivés et peuvent éventuellement en cas de besoin bénéficier  d’une complémentation en bergerie ;
- le système d’élevage oasien, où la race D'man est élevée en troupeau de très petite dimension. Mais ce système  représente un effectif limité.

En plus de cet élevage ovin naisseur, il existe des unités d’engraissement spécifiques mis en place à proximité des grandes métropoles en vue de la fête de l’Aïd El Kébir. Lors de cette manifestation, 5,5 millions de moutons environ sont abattus, soit plus de 50 % de l’abattage annuel. Ce sont des critères morphologiques en conformité avec les textes religieux qui priment dans le choix des animaux dont les achats sont opérés directement par les ménages. Ces pratiques impactent fortement le fonctionnement de la filière ovine dans toutes ses dimensions (sélection, mode de conduite, alimentation, commercialisation...).

#### Production caprine

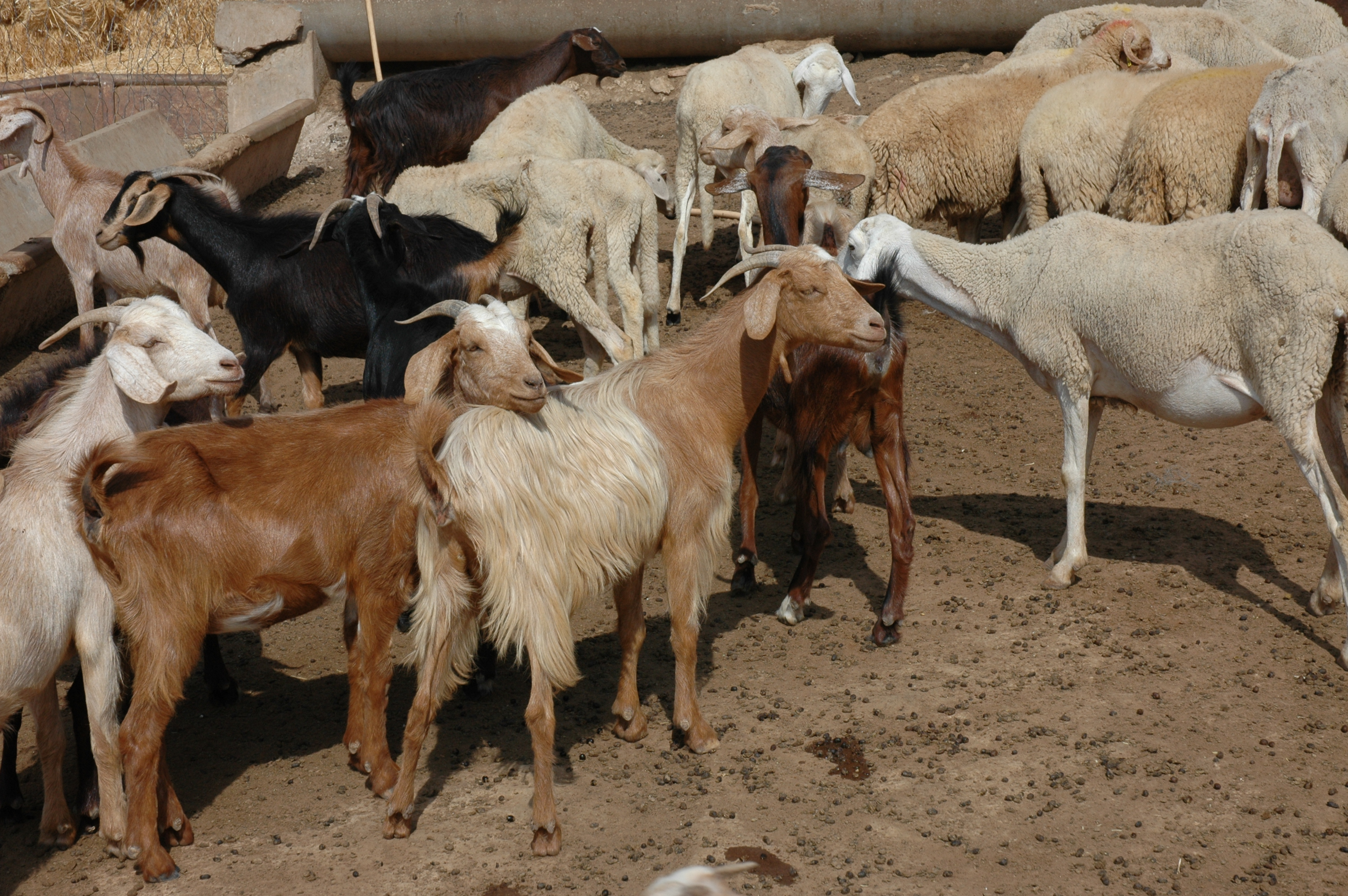
Troupeau mixte caprins-ovins.

En 2010, le cheptel caprin est estimé à 5,6 millions de têtes. Il est composé majoritairement d'animaux de petit gabarit issus de populations locales rustiques. Les caprins sont associés aux ovins en proportion variable dans de nombreux troupeaux. Mais les effectifs les plus importants se situent dans les zones montagneuses difficiles : Haut Atlas, Moyen Atlas, Rif. Il s'agit d'un système d'élevage sylvo-pastoral extensif à orientation viande (production de 23 000 tonnes).
Il existe toutefois des troupeaux à orientation mixte lait-viande et quelques élevages laitiers spécialisés plus intensifs dans les provinces du Nord avec une production de fromages frais ou affinés susceptibles de bénéficier d'un signe distinctif d'origine et de qualité.

#### Production de viande bovine

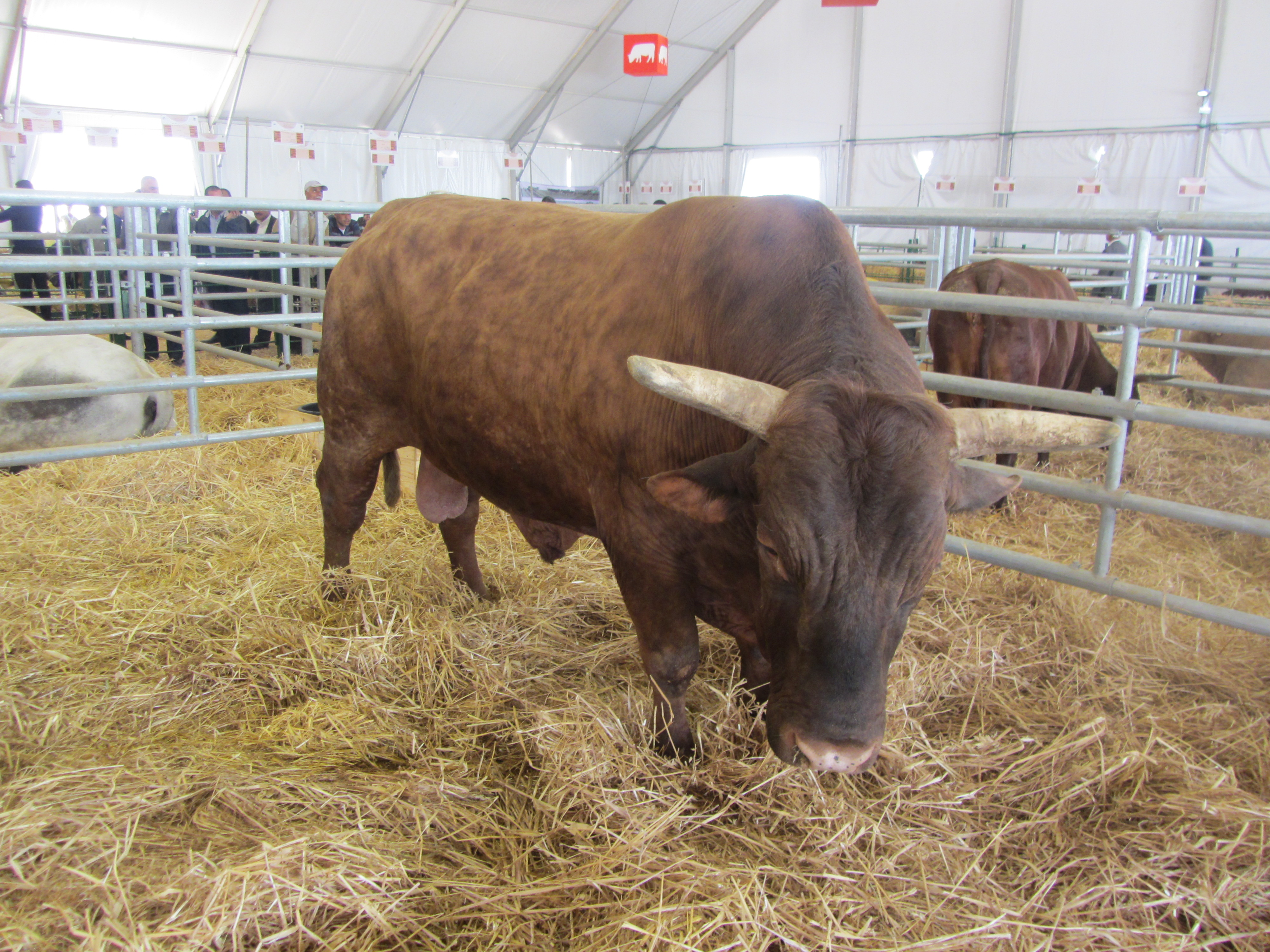
Taureau de race Oulmès-Zaër (Salon international de l'agriculture au Maroc).

La viande bovine produite au Maroc est issue pour une grande partie des veaux laitiers. Ceux-ci sont, soit engraissés dans les élevages pour en faire de jeunes bovins dont la vente constitue alors un pourcentage important du revenu global des éleveurs, soit vendus à des engraisseurs spécialisés. Une autre partie de la viande provient de l’élevage allaitant extensif à partir de races locales à faible productivité. Il existe toutefois quelques bovins locaux ayant une bonne valeur bouchère comme ceux de la race Oulmès-Zaër.
La filière viande bovine qui avait été délaissée dans le passé au profit des filières avicole et laitière bénéficie depuis 2008 d'une attention plus marquée des pouvoirs publics. Elle bénéficie d’aides spécifiques, par exemple pour le croisement terminal en race à viande (insémination des femelles de race locale ou des vaches laitières destinées à la réforme par des animaux de race à viande). Ainsi la production de viande bovine a atteint 254 000 tonnes en 2013, ce qui représente 52 % de la production totale de viande rouge contre 44 % en  2009.
La consommation est aussi à la hausse ; elle est de 8 kg/hab/an en 2013.
Pour l’avenir, il est prévu dans le cadre du PMV de développer cette filière viande bovine en réalisant des projets intégrés (unités d’engraissement de grande dimension couplées à un abattoir) avec pour objectif d'améliorer sa productivité et de la mettre aux normes internationales en ce qui concerne l’abattage et la découpe.

### Produits de terroir
En raison de sa biodiversité et des spécificités de ses nombreux écosystèmes, le Maroc est un pays riche en produits de terroir de qualité. Pour valoriser ce potentiel, en 2008, les pouvoirs publics ont élaboré un plan de développement de ces produits basé sur la mise en place de signes distinctifs d’origine et de qualité (SDOQ). Les signes suivants ont été définis : Appellation d'origine protégée (AOP), Indication géographique protégée (IGP) et Label agricole.
Depuis cette date, 37 produits ont bénéficié de ces SDOQ. A titre d’exemples, on peut citer les AOP « huile d’olive Tyout Chiadma », « safran de Taliouine », « rose de Kelâat M’gouna-Dadès, les IGP « argane », « clémentine de Berkane », « dattes Majhoul de Tafilalet », « fromage de chèvre de Chefchaouen », « viande agneau Béni Guil » et le Label agricole « agneau laiton » .
En corollaire, un plan de promotion des produits de terroir a été mis en œuvre ainsi qu'un programme d’appui et d’encadrement des producteurs concernés.

### Industrie agro-alimentaire

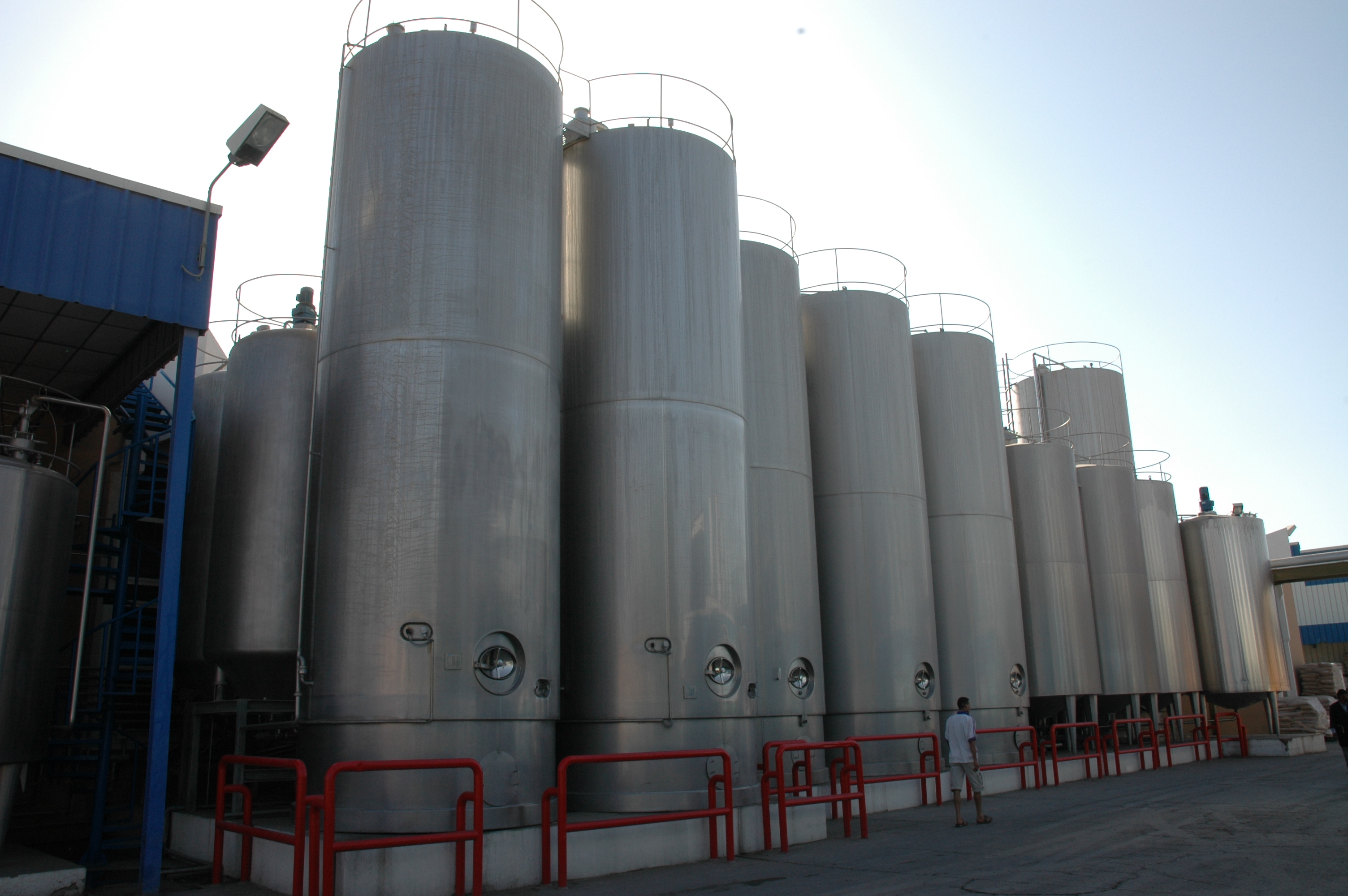
Industrie laitière (région du Souss).

L’industrie agroalimentaire (IAA) occupe une place stratégique dans l’économie marocaine. Elle représente près de 30 % de la production industrielle totale, ce qui en fait la deuxième branche industrielle du pays. Elle compte près de deux mille entreprises, soit 25 % du total des établissements industriels, et emploie plus de 100 000 personnes. Le tissu des IAA marocaines  est composé à 95 % de PMI de moins de deux cents salariés et pour une infime minorité par de grands groupes nationaux ou étrangers dont le chiffre d’affaires dépasse le milliard de dirhams. Mais malgré leur supériorité numérique, les PMI n’assurent que 45 % de la production totale. Ces industries sont concentrées dans la région Grand-Casablanca (31 %), suivie de la région Souss-Massa-Draa (14 %). Certaines branches, en particulier celle des fruits et légumes transformés, sont essentiellement tournées vers l’exportation alors que d’autres sont exclusivement orientées vers le marché intérieur (corps gras, industrie laitière, transformation des céréales, boissons…).
Mis à part quelques grandes entreprises, le secteur des IAA demeure peu performant en raison des carences de plusieurs facteurs : retard technologique, faiblesse de l’innovation, qualité des produits insuffisante, sous qualification de la main d’œuvre. Face aux exigences du secteur de la grande distribution qui se développe et à la concurrence de plus en plus vive des produits étrangers, qui à l’avenir pourront bénéficier de la libéralisation des échanges pour pénétrer plus facilement le marché intérieur, le secteur des IAA devra se moderniser et améliorer sa compétitivité. L'adoption d'une approche « filière », c'est-à-dire la prise en compte de tous les segments d'activité (production agricole, transformation, distribution et commercialisation), qui constitue un axe fort des projets développés dans le cadre du PMV depuis 2008 devrait y contribuer.

## Échanges commerciaux

### Exportations

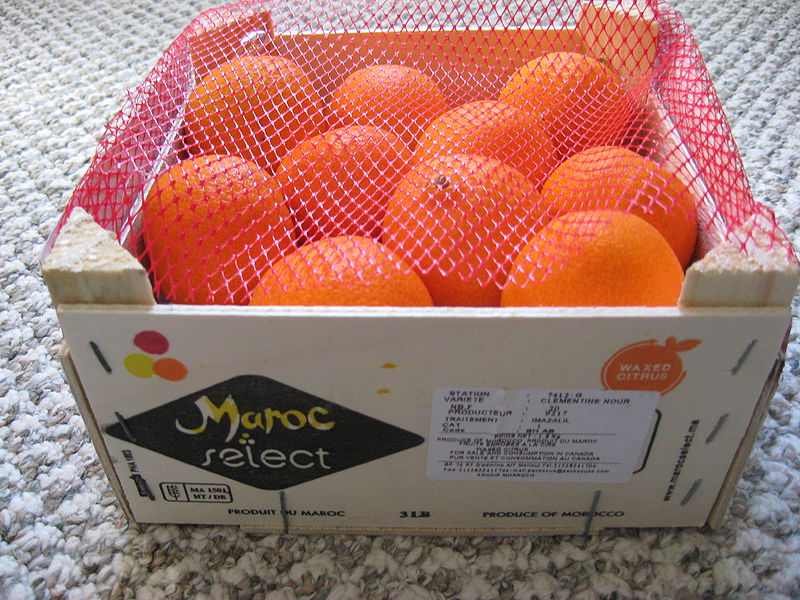
Clémentines du Maroc.

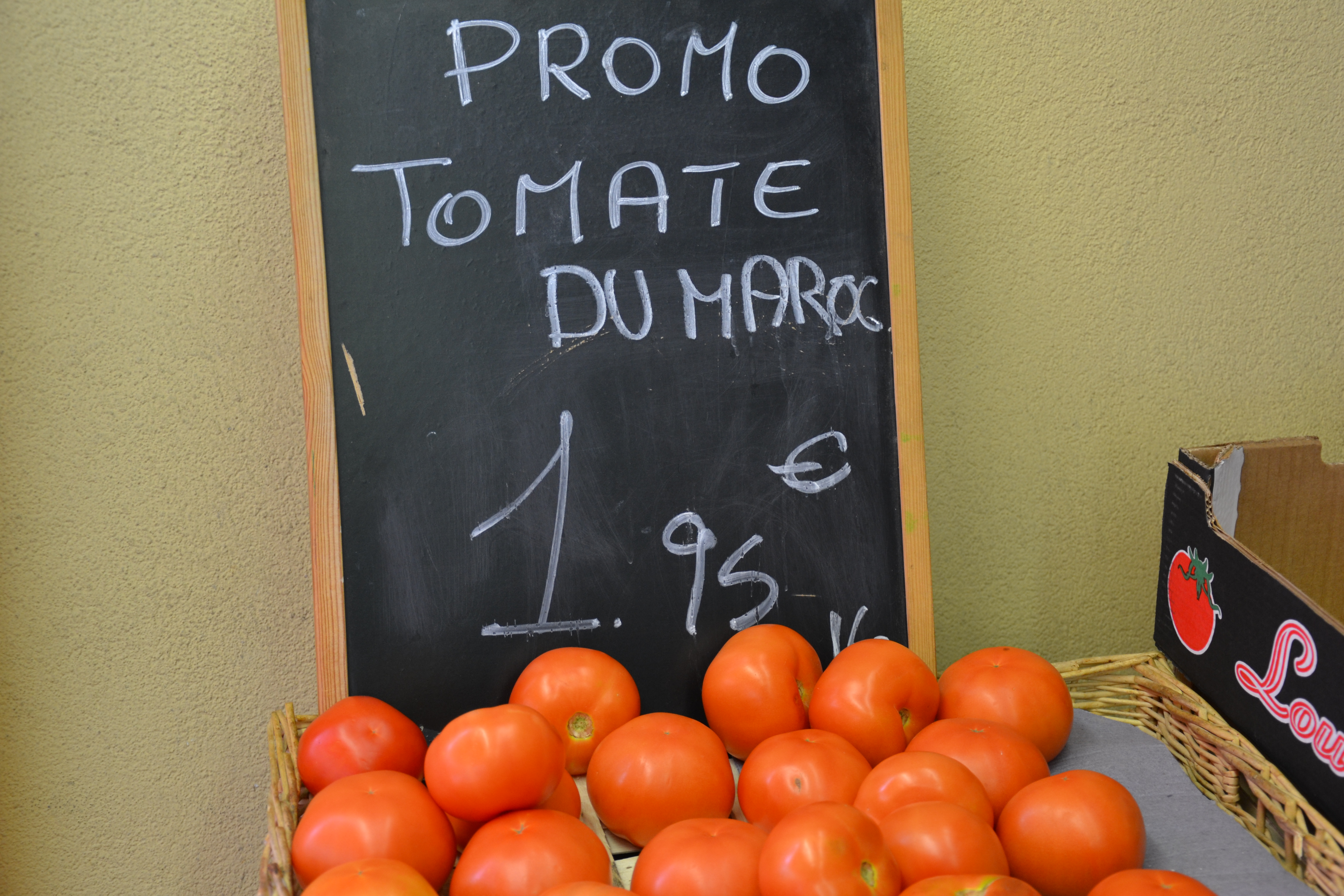
Tomates du Maroc (marché en France).

L’augmentation des exportations agricoles  est l’un des objectifs essentiels de la politique du pays. Ces exportations représentent en valeur environ seize milliards de dirhams et 10 % des exportations totales du pays (moyenne sur le quinquennat 2008-2012). Sur la même période, trois segments concentrent 78 % de ces exportations : les agrumes (31 %), les tomates (27 %) et les légumes frais, congelés ou en saumure (20 %). Les autres produits contribuant de manière significative à l’export sont les fruits frais (par exemple, melon, fraise), les olives de table et l’huile d’olive.
En 2012, le Maroc occupe le 6e rang mondial des pays exportateurs d’agrumes, le 4e pour les tomates, le 3e pour les olives de table et le 10e pour l’huile d’olive.
La campagne 2018/2019 d'exportation d'agrumes est marquée par une baisse de 75 % des exportations, soit une perte de deux milliards de dirhams.

### Importations
Le Maroc est structurellement déficitaire dans les principaux produits de base que sont les céréales, le sucre, les oléagineux (huiles alimentaires et corps gras) et dans une moindre mesure le lait et ses dérivés. Les céréales constituent de très loin le premier poste d’importation : en 2014, elles représentent près de 36 % de la facture des importations agricoles . De ce fait la balance commerciale du Maroc pour les produits agroalimentaires demeure déficitaire.

## Statistiques Production
| Production                                          | moy.05-09 | 09/10 | 10/11 | 11/12 | 12/13 | 13/14 | 14/15 | 15/16 | 16/17 | 17/18 | 18/19 |
| Céréales (millions de quintaux)                     | 61        | 75    | 83    | 51    | 97    | 68    |       |       |       |       |       |
| Légumineuses alimentaires (milliers de quintaux)    |           | 2811  | 3015  | 2329  |       |       |       |       |       |       |       |
| Betterave à sucre (milliers de tonnes)              | 2800      | 2473  | 3085  | 1627  |       |       |       |       |       |       |       |
| Canne à sucre (milliers de tonnes)                  | 887       | 648   | 764   | 541   |       |       |       |       |       |       |       |
| Agrumes (milliers de tonnes)                        | 1338      | 1624  | 1500  | 1866  | 1464  | 2227  | 1906  | 2035  | 2362  | 2270  | 2619  |
| Olives totales (milliers de tonnes)                 | 750       | 1500  | 1479  | 1362  | 1182  | 1573  | 1143  | 1416  | 1055  | 1559  | 1912  |
| Olives de table (milliers de tonnes)                | 92        | 90    |       |       |       |       |       |       |       |       |       |
| Huile d'olive (milliers de tonnes)                  | 74        | 160   |       |       |       |       |       |       |       |       |       |
| Huile d'argan (milliers de tonnes)                  |           | 4     |       |       |       |       |       |       |       |       |       |
| cultures maraîchères primeurs (milliers de tonnes)  | 1556      | 1750  | 1823  | 1769  | 1954  | 1947  | 1906  | 1702  | 1881  | 1970  |       |
| Tomates primeurs (milliers de tonnes)               | 751       | 845   |       |       |       |       |       |       |       |       |       |
| cultures maraîchères de saison (milliers de tonnes) | 4769      | 5007  |       |       |       |       |       |       |       |       |       |
| Rosacées fruitières (milliers de tonnes)            | 793       | 926   |       |       |       |       |       |       |       |       |       |
| Dattes (milliers de tonnes)                         | 81        | 105   |       | 110   | 108   |       |       |       |       |       |       |

En correspondance avec les cycles de culture, les données de production sont indiquées par campagne agricole. Une campagne agricole va du 1er septembre au 31 août de l'année suivante.
| Production                          | 2005   | 2010  | 2011 | 2012 | 2013 | 2014 | 2015 | 2016 | 2017 | 2018 |
| Bovins (milliers de têtes)          | 2 722  | 2900  |      |      |      |      |      |      |      |      |
| Ovins (milliers de têtes)           | 16 872 | 18030 |      |      |      |      |      |      |      |      |
| Caprins (milliers de têtes)         | 5 332  | 5414  |      |      |      |      |      |      |      |      |
| Camelins (milliers de têtes)        |        | 180   |      |      |      |      |      |      |      |      |
| Lait (milliards de litres)          | 1,41   | 2,10  | 2,27 | 2,5  | 2,8  | 2,48 | 2,49 | 2,50 | 2,51 | 2,51 |
| Œufs (milliards d'unités)           |        | 5,6   |      |      |      |      |      |      |      |      |
| Viande rouge (milliers de tonnes)   |        | 436   | 448  | 465  |      |      |      |      |      |      |
| Viande blanche (milliers de tonnes) |        | 510   | 590  | 560  |      |      |      |      |      |      |

## Formation Agricole

### Enseignement Supérieur
L’Institut Agronomique et Vétérinaire Hassan II à Rabat, ainsi que son complexe à Agadir, et l’École Nationale d’Agriculture de Meknès en plus de l’École Nationale Forestière des Ingénieurs de Salé assurent l’enseignement supérieur dans le domaine agricole.

### Enseignement technique et formation professionnelle
Le système d’enseignement technique et de formation professionnelle agricole a pour mission de répondre aux besoins du secteur agricole en ressources humaines qualifiées, d’améliorer le niveau technique ainsi que la compétitivité des exploitations et des entreprises agricoles. Les filières de formation ont été révisées en tenant compte des chaînes de production prometteuses dans le cadre du Plan Maroc Vert.
La formation professionnelle agricole s’appuie sur un réseau de 45 établissements répartis sur l’ensemble des régions du Maroc. Ce dispositif comprend 8 instituts techniques agricoles spécialisés en agriculture, 11 instituts techniques agricoles, ainsi que 26 centres de qualification agricole offrant une formation dans plus de vingt métiers aux niveaux de technicien spécialisé, technicien et ouvrier qualifié.
L'enseignement technique agricole vise à permettre aux élèves de s’ouvrir aux milieux agricole et rural, d’en comprendre les spécificités sociales, culturelles et économiques, et d’acquérir les connaissances techniques nécessaires pour poursuivre des études supérieures dans le domaine agricole.
Cet enseignement est dispensé à travers 9 lycées préparant au baccalauréat en sciences agricoles et 30 collèges ruraux relevant du ministère de l'Éducation nationale.
L'insertion sociale et professionnelle des jeunes ruraux est également soutenue à travers la formation en apprentissage, au profit des jeunes déscolarisés ou ayant terminé les cours d'alphabétisation fonctionnelle, dans le but de leur permettre d'acquérir une qualification facilitant leur intégration sur le marché du travail ou leur prise d’initiative au sein des exploitations agricoles. La formation en apprentissage est proposée dans plus de 28 métiers, dispensée par l’ensemble des établissements du dispositif de formation professionnelle, en fonction des projets agricoles adoptés dans les différentes régions.
| Institut                                                                                           | Technicien Spécialisé                                                                                     | Technicien                           | Qualification                            |
| -------------------------------------------------------------------------------------------------- | --- | ------------------------------------ | ---------------------------------------- |
| Institut Technique Agricole de Ben Khalil Khénifra                                                 | _ | Horticulture                         | _                                        |
| Institut Technique Agricole de Mechraa Bel Ksiri                                                   | _ | Horticulture                         | _                                        |
| Institut Technique Agricole de Khemis Mettouh                                                      | _ | Horticulture                         | _                                        |
| Institut Technique Agricole de Sahel Boutaher Taounate                                             | _ | Horticulture                         | Cultures multiples et production animale |
| Institut Technique Agricole de Guelmim                                                             | _ | Horticulture Élevage du bétail       | Cultures multiples et élevage            |
| Institut Technique Agricole de Tiflet                                                              | _ | Élevage des bovins, ovins et caprins | Cultures multiples et élevage            |
| Institut Technique Agricole de Aïn Taoujdate                                                       | _ | Élevage des bovins, ovins et caprins | _                                        |
| Institut Technique Agricole de Oued Amlil Taza                                                     | _ | Cultures multiples et élevage        | _                                        |
| Institut Technique Agricole de Jemaa Shaïm                                                         | _ | Cultures multiples et élevage        | _                                        |
| Institut des Techniciens Spécialisés en Agriculture de Fquih Ben Salah                             | Élevage des ruminants Technico-commercial en production et commercialisation horticole Industrie laitière | Horticulture                         | _                                        |
| Institut des Techniciens Spécialisés en Agriculture d’Errachidia                                   | Technico-commercial en production et commercialisation horticole                                          | Horticulture                         | Arboriculture fruitière                  |
| Institut des Techniciens Spécialisés en Agriculture de Larache                                     | _ | _                                    | _                                        |
| Institut des Techniciens Spécialisés en Agriculture de Zraïb Berkane                               | Commercialisation des intrants agricoles                                                                  | _                                    | _                                        |
| Institut des Techniciens Spécialisés en Agriculture de Témara                                      | Industries agroalimentaires Technico-commercial en production et commercialisation horticole              | _                                    | _                                        |
| Institut des Techniciens Spécialisés en Horticulture de Meknès                                     | Commercialisation des intrants agricoles Technico-commercial en intrants de production agricole           | _                                    | Arboriculture fruitière                  |
| Institut des Techniciens Spécialisés en Horticulture et Commercialisation d’Aït Melloul            | _ | _                                    | _                                        |
| Institut des Techniciens Spécialisés en Agriculture de Souihla Marrakech                           | Commercialisation des intrants agricoles Élevage avicole Gestion des entreprises agricoles                | _                                    | Production maraîchère                    |
| Institut des Techniciens Spécialisés en Agriculture d’Oulad Teïma                                  | Commercialisation des intrants agricoles Gestion des entreprises agricoles                                | Horticulture                         | _                                        |
| Institut des Techniciens Spécialisés en Machinisme Agricole et Aménagement Rural de Bouknadel Salé | Électromécanique Hydraulique rurale et irrigation                                                         | Équipements agricoles                | _                                        |
| Institut Technique Agricole de Chaouia (fermé pour rénovation)                                     | |                                      |                                          |